# Flughafen Dortmund

i7
i11
i13

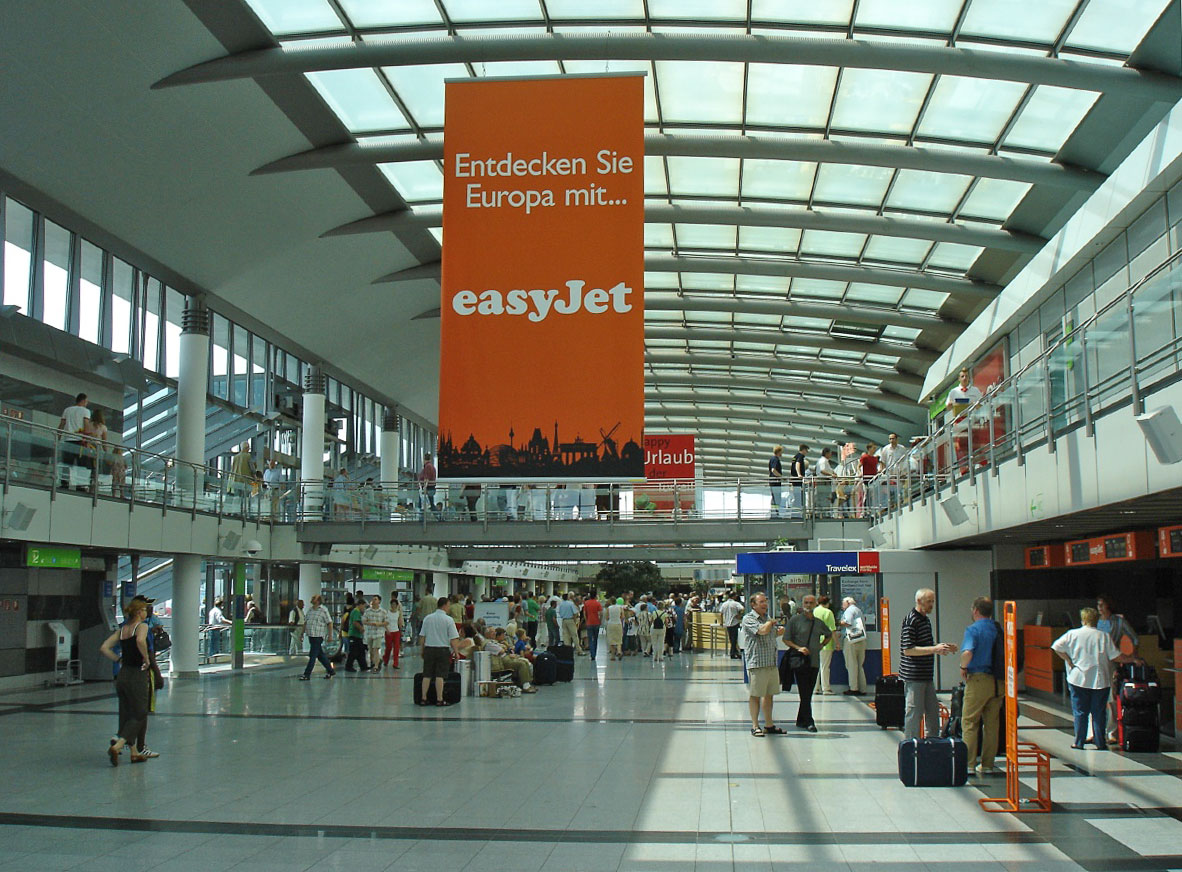
Terminal des Flughafens Dortmund

Der Flughafen Dortmund (IATA-Code: DTM, ICAO-Code: EDLW), eigener Name: Dortmund Airport 21, ist ein regionaler Verkehrsflughafen; er liegt im Osten Dortmunds an der Stadtgrenze zu Holzwickede und Unna. Deutschlandweit liegt er gemessen an der Passagierzahl auf Platz 10.
Der Flughafen-Komplex erstreckt sich dabei heute vom 1987 ausgebauten General Aviation Terminal (GAT) im Westen bis zum im Jahre 2000 fertiggestellten heutigen Haupt-Terminal im Osten.
Ein Großteil des Flugbetriebs wird von Billigfluggesellschaften durchgeführt. Dazu kommt ein größerer Anteil an touristischem Linienverkehr, der Geschäftsreiseverkehr sowie die allgemeine Luftfahrt. Auf dem Gelände des Flughafens befindet sich eine Einsatzstaffel der Polizeiflieger Nordrhein-Westfalen und eine Station der DRF Luftrettung.
Im Dezember 2024 konnte der Flughafen erstmals die Marke von mehr als 3 Millionen Reisenden in einem Jahr verbuchen.

## Geschichte

### Alter Standort

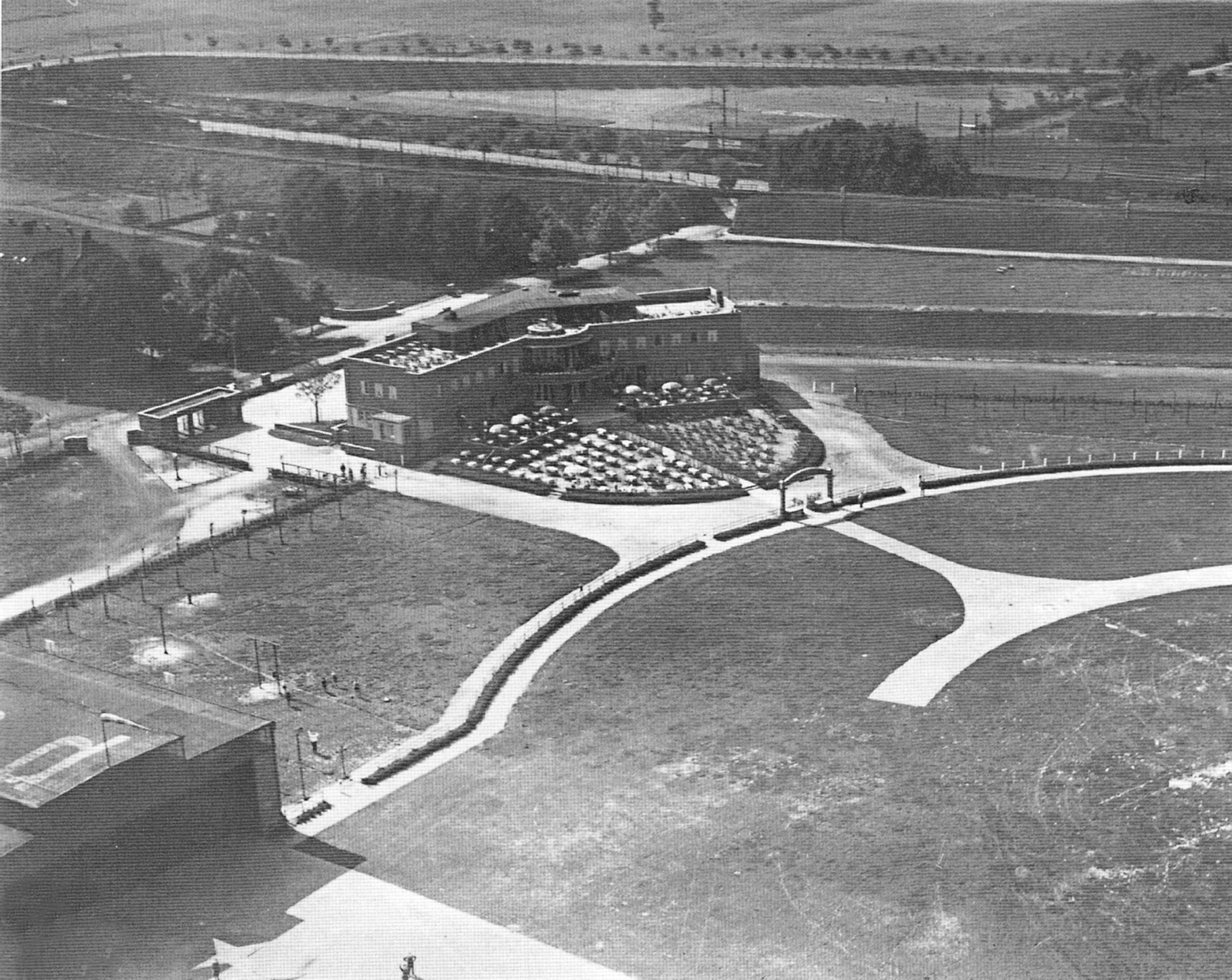
Der „Flughof“ Dortmund-Brackel (1927)

Der Dortmunder Flughafen war ursprünglich im Stadtteil Brackel angesiedelt. Dort gibt es auch heute noch die Flughafenstraße, was gelegentlich zu Verwirrung bei Ortsunkundigen führt. Ebenso behielt der in der unmittelbaren Nähe befindliche Bahnhof auch nach der Verlegung den Namen Dortmund-Flughafen, bevor er 1986 in Dortmund-Scharnhorst umbenannt wurde.
Am 15. November 1917 sprach der damalige Dortmunder Oberbürgermeister Ernst Eichhoff das erste Mal öffentlich von dem Plan, nördlich des Dorfes Brackel ein Flugfeld einzurichten. Am 18. Mai 1918 wurde ein entsprechender Vertrag abgeschlossen und man begann, den Landeplatz zu realisieren, der, wie viele andere Flugplätze damals auch, kreisrund angelegt wurde.
Mit der Deutschen Aero Lloyd und der Junkers Luftverkehr AG wurde über einen Anschluss der Ruhrgebietsstädte an das internationale Streckennetz der Luftverkehrsgesellschaften verhandelt. Am 25. Mai 1925 nahm die Stadt Dortmund an der Gründungsversammlung der Luftverkehr Aktiengesellschaft Westfalen mit verschiedenen Ruhrgebietsstädten teil. Ziel der Gesellschaft war es, den Flugverkehr zu fördern.
Im Herbst des Jahres war allerdings zu erkennen, dass die Stadt die finanziellen Belastungen nicht weiter tragen konnte. So wurde am 16. April 1926 die Flughafen GmbH gegründet. Gesellschafter waren das Deutsche Reich, der Preußische Staat, der Provinzialverband Westfalen, der Stadt- und Landkreis Dortmund, die Industrie- und Handelskammer sowie einige Firmen.
Nach dem Zusammenschluss von Aero Lloyd und Junkers Luftverkehr AG im Januar 1926 zur Deutschen Luft Hansa AG starteten und landeten täglich zwölf Maschinen auf dem Dortmunder Flughafen.
Am 27. April 1925 wurde der Flugplatz mit der Einbindung in die Fluglinie Kopenhagen – Hamburg – Bremen – Dortmund – Frankfurt(M) – Stuttgart – Zürich in Betrieb genommen. In der laufenden Flugplanperiode kamen weitere Verbindungen hinzu und es konnten letztendlich die Städte Hannover, Berlin, Halle, Leipzig, Bremen, Hamburg und Amsterdam direkt erreicht werden. 1928 verzeichnete der Flughafen über 8000 Starts und Landungen und war damit neben Köln wichtigster Verkehrslandeplatz im Westen Deutschlands.
Am 10. August 1930 landete das Luftschiff Graf Zeppelin unter dem Zuspruch von 120.000 Menschen auf dem Brackeler Flughafen.
1939 wurde der zivile Luftverkehr eingestellt und das Militär übernahm die Anlage als Fliegerhorst Dortmund-Brackel. Am 28. März 1945 verließen die letzten Flieger den Flugplatz. Im Zweiten Weltkrieg wurde der Flughafen durch Bombenangriffe zerstört und nach dem Krieg von der Royal Air Force übernommen. Zwischen 1953 und 1959 wurde das Flugfeld in Brackel von der Sportfliegerei genutzt.
1950 gründeten die Gebrüder Theo und Hans Hengsbach mit anderen Flugbegeisterten den Aero-Club e. V. als Nachfolger des Dortmunder Luftfahrtvereins. Drei Jahre später startete wieder das erste deutsche Segelflugzeug in Brackel, 1955 machten die Gebrüder Hengsbach erste Rundflüge.
Am 5. Mai 1955 erhielt die Bundesrepublik die Lufthoheit zurück. Allerdings war der Dortmunder Flughafen nicht mehr im Netz der Lufthansa vertreten, weil für die neuen und größeren Maschinen in Brackel der Platz fehlte. Als 1959 eine Raketeneinheit der Britischen Rheinarmee in den Napier Barracks stationiert wurde, wurde der Flugbetrieb am Standort Brackel endgültig eingestellt. Die zivile Luftfahrt suchte nach einem neuen Standort und wurde im Ortsteil Wickede fündig.
Nach dem Abzug der Britischen Streitkräfte im Jahr 1995 erfolgte eine Umnutzung. Heute befindet sich am Standort Brackel ein Golfplatz, das Trainingsgelände des Fußballbundesligisten Borussia Dortmund sowie ein Neubaugebiet. Nur noch wenige Hinweise wie Bunkeranlagen im nahe gelegenen Naturschutzgebiet Buschei erinnern an die ehemalige Nutzung als Flughafen. Die letzten am Standort Brackel noch vorhandenen Flughafengebäude und ehemaligen militärischen Gebäude wurden ab 2007 eingeebnet, inzwischen erfolgte hier Wohnbebauung.

### Neuer Standort

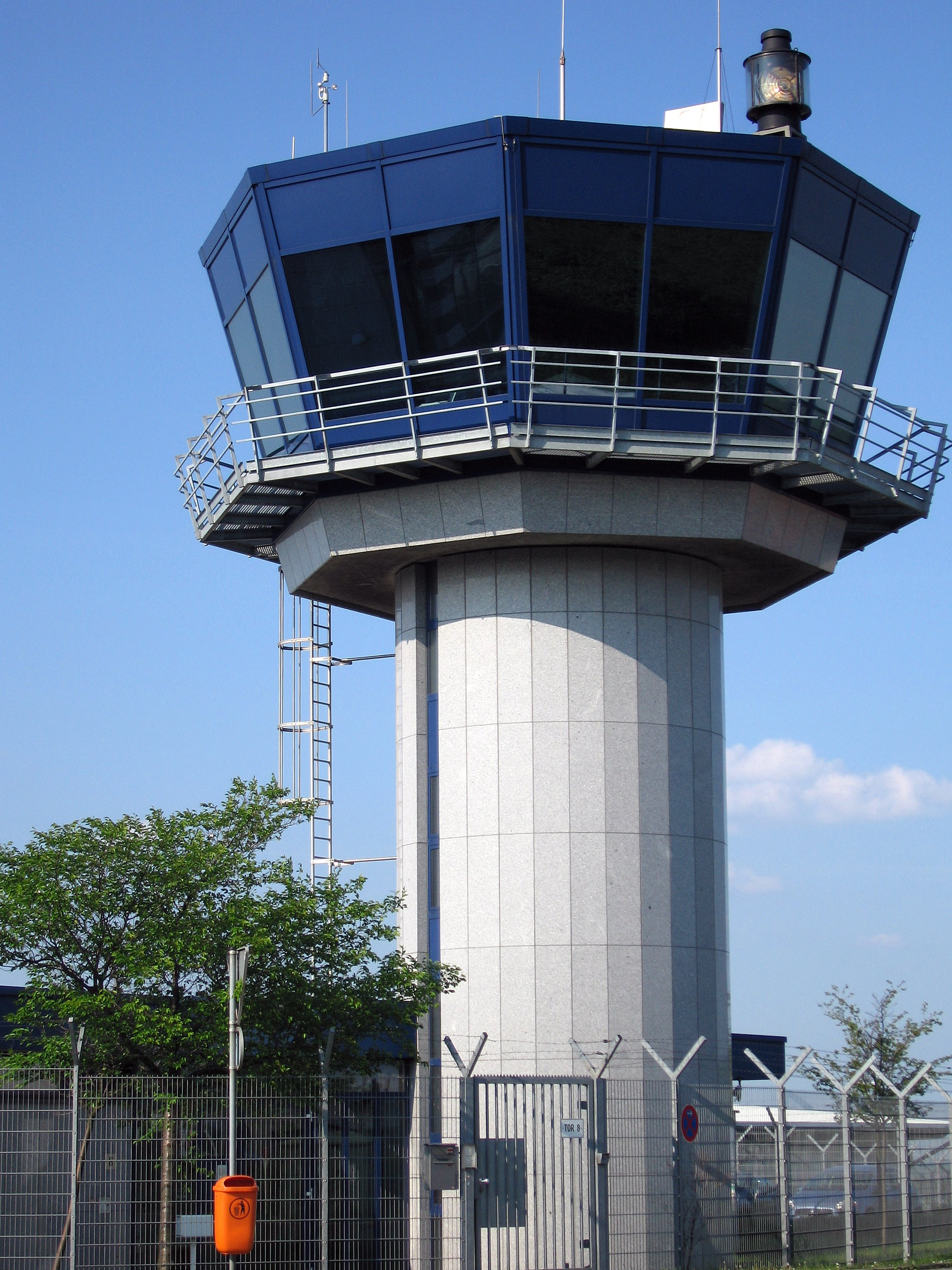
Tower

Der Flughafen befindet sich vollständig im Dortmunder Stadtbezirk Brackel.

#### Beginn in Wickede
Die zivile Nutzung des Dortmunder Flughafens am neuen Standort wurde mit der Landung einer Sportmaschine im Jahre 1960 auf einer Graslandebahn eingeweiht.
Bereits drei Jahre später erhielt der Flughafen am 1. Februar 1963 durch den Regierungspräsidenten in Münster die Genehmigung für Segel- und Motorflugzeuge.
Die Weichen für den Generalausbau des Flughafens wurden vom Rat der Stadt Dortmund am 24. Februar 1969 mit dem Beschluss des Baus einer Start- und Landebahn von 850 Metern Länge gestellt. Gleichzeitig beschloss der Rat auch den Ausbau des Flughafens mit allen notwendigen Nebeneinrichtungen und die Wiedereinsetzung der alten Betreiberin. Knapp zwei Jahre später am 1. April 1971 wurde die Flughafen Dortmund GmbH als kommunale Eigengesellschaft der Stadt wieder aktiv.
Das Aus für die Segelflieger, die den Standort Wickede aufgebaut hatten, kam 1973. Es folgte die Ansiedlung kleiner, regional agierender Fluggesellschaften, unter anderen die Aerowest, dem zu dieser Zeit größten Cessna-Händler in Europa und Anbieter von Charter-, Foto- und Rundflügen. Professionalisiert wurde der Flughafen 1974 mit dem Ausbau der 650 Meter langen und 20 Meter breiten Graspiste, die mit Asphalt versehen und in Betrieb genommen wurde. 1975 folgte die Realisierung einer ersten 850-Meter-Bahn.
Im Jahr 1979 wurden erste Linienflüge von der RFG – Reise- und Industrieflug, der späteren Eurowings, mit der Eröffnung der Strecke Dortmund – München eingerichtet. Die neu erbaute 850 m lange Start- und Landebahn (plus jeweils 100 Meter befestigte Stoppflächen) mit 30 Metern Breite hieß nun Startbahn Ruhrgebiet und wurde 1983 durch den Ministerpräsidenten Johannes Rau eröffnet. Bereits vier Jahre später erfolgte 1987 die Erweiterung des Abfertigungsgebäudes sowie die Verlängerung der Start- und Landebahn auf 1050 Meter (plus jeweils 200 Meter betonierte Stoppflächen).
Um auch größeren Flugzeugen Landungen in Dortmund zu ermöglichen, wurde 1997 die Start- und Landebahn unter Einbezug der Stoppflächen auf 1450 m verlängert (BAe 146/Avro). Dadurch konnten auch die Nutzlastbeschränkungen der vornehmlich eingesetzten ATR-Turboprops deutlich verringert werden.

#### 2000er
Die abschnittsweise Verlängerung der Start- und Landebahn ging weiter. Im Jahr 2000 begann der Ausbau der Start- und Landebahn auf 2000 Meter Länge und 45 Meter Breite. Im selben Jahr wurde nach etwa zweieinhalb Jahren Bauzeit ein neues Terminal für bis zu 2,5 Millionen Passagiere jährlich eröffnet.
Im Jahr 2001 verzeichnete der Flughafen erstmals über eine Million Passagiere.
Im Jahr 2002 wurde in Dortmund eine Unterflurbetankung installiert (siehe Flughafenanlage).
Da durch die Terroranschläge am 11. September 2001 die Passagierzahlen sanken, warb man Billigfluggesellschaften an. Dadurch steigerte man die Passagierzahlen bis Ende 2005 um knapp 600.000. Damit war man der drittgrößte Flughafen in NRW. Auch als Arbeitgeber war der Airport inzwischen von Bedeutung: Über 1500 Menschen hatten zu diesem Zeitpunkt am Flughafen Dortmund ihren Arbeitsplatz. Die Firma Dauair wählte Dortmund zur operativen Basis mit mehreren stationierten Flugzeugen, stellte aber kurz darauf den Betrieb ein.
Im Jahr 2006 verzeichnete man erstmals über 2 Millionen Passagiere.
Aufgrund des stetigen Passagierzuwachses begann im Oktober 2007 eine Baumaßnahme für weitere Warteräume. Das Gebäude dafür schließt sich auf der Westseite an die Bebauung an.
Die Erweiterung im Westen des Terminals konnte am 28. Juni 2008 eröffnet werden. Im östlichen Teil des Geländes wurde ein neuer Parkplatz P3 angelegt, der insgesamt 800 Fahrzeuge fasst. Das Transportvermögen der alten Gepäckförderanlage von 240.000 Stück wurde durch Erneuerung der Anlage auf etwa das Doppelte gesteigert.
Im Jahr 2008 und auch die Jahre darauf stellten viele Fluggesellschaften mehrere Linien ein, wodurch die Passagierzahlen deutlich sanken. Neu aufgenommene Linien anderer Billigfluggesellschaften sorgten für eine langsame Kompensation der weggefallenen Linien.

#### 2010er
Seit 2010 baut vor allem Wizz Air ihre Kapazitäten aus, die von knapp über 700.000 Passagieren im Jahr 2010 auf knapp 1,2 Millionen im Jahr 2018 stiegen. Allein im Jahr 2018 nahm Wizz 10 neue Ziele ins Programm. Von 2016 bis 2017 wurde das ILS (siehe Flughafenanlage) erneuert. Zusätzlich kam eine zweite Sicherheitskontrolle hinzu.
Im Jahr 2019 wurden die Betriebszeiten verlängert.

#### 2020er
Seit August 2020 betreibt mit Wizz Air wieder eine Fluggesellschaft eine nennenswerte Basis am Dortmunder Flughafen. Vorher hatte nur easyJet eine Basis betrieben, hatte sich aber im Jahr 2008 wieder zurückgezogen. Wizz Air hat drei A320 stationiert. Bis zu diesem Zeitpunkt hatte nur Eurowings eine Maschine in Dortmund stationiert. Mit Verkündung der Nachricht hat der Flughafen mitgeteilt, die Infrastruktur weiter verbessern zu wollen. Erste Verbesserungen wurden durch die Errichtung neuer Passkontrollen und einer Überdachung für wartende Passagiere erreicht. Zudem gab Eurowings im April 2021 bekannt, eine zweite Maschine in Dortmund zu stationieren und das Angebot ab Dortmund stark auszubauen. Außerdem ist der Flughafen nun der offizielle Heimatflughafen des „BVB-Mannschafts-Airbus“. Im August 2021 teilte Wizz Air mit, dass die erst im August 2020 eröffnete Basis am Dortmunder Flughafen zum 24. Oktober 2021 wieder geschlossen wird.

## Wirtschaftliche Entwicklung

Verlustübernahmen durch die Stadt Dortmund

Die Flughafen Dortmund GmbH ist zu 26 % im Besitz der Stadt Dortmund und zu 74 % im Besitz der Dortmunder Stadtwerke AG, die wiederum zu 100 % im Besitz der Stadt Dortmund ist. 

### 2000 bis 2008

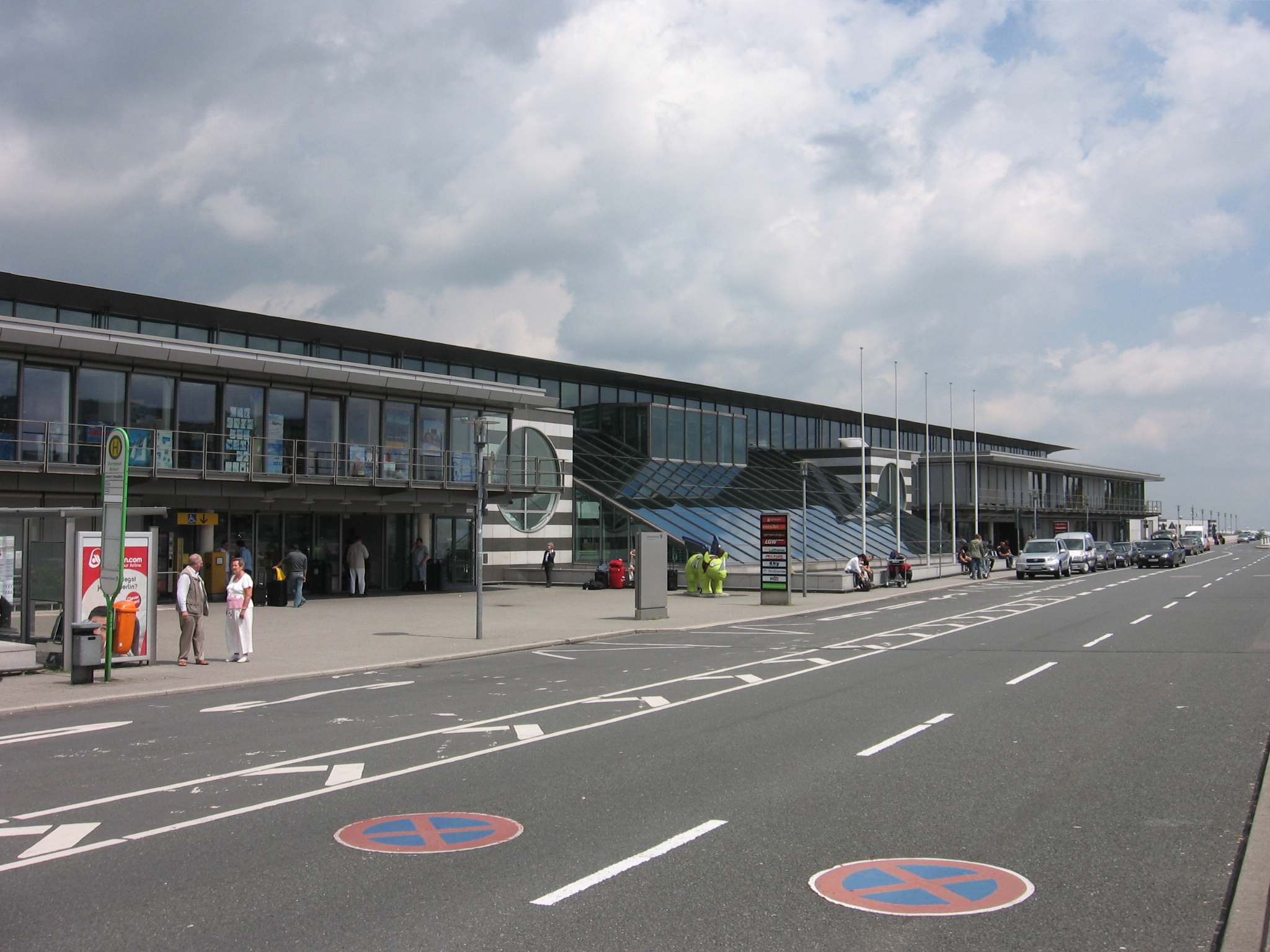
Terminal 1

#### Bau des Terminals und der Start- und Landebahn
Der Flughafen Dortmund bekam für die Baumaßnahmen zum Ausbau der Start-/Landebahn und zur Erweiterung des Terminals etwa 20 Mio. Euro Fördermittel von Land, Bund und EU. Der im Herbst 2000 abgeschlossene Ausbau war planerisch eng auf die damaligen Bedürfnisse der Eurowings Luftverkehrs AG zugeschnitten und führte in der Folgezeit zu Einschränkungen im Flugbetrieb, die später in erneute Ausbaudiskussionen mündeten (siehe „Pläne für die Zukunft“).
Das Jahresdefizit stieg nach dem Ausbau im Jahr 2000 von anfänglich etwa 9 Mio. Euro auf 28,3 Mio. Euro (2004) an und war seitdem bis 2007 (19,9 Mio. Euro) rückläufig. Hauptursächlich dafür war zunächst die schrittweise Verlagerung von Strecken der Fluggesellschaft Eurowings (nach dem Einstieg der Lufthansa mit heutigem 49-Prozent-Anteil) sowie der allgemeine Einbruch des Luftfahrtmarktes in den Jahren 2001 bis 2004.

#### NERES Förderprogramm
Zur Verbesserung der wirtschaftlichen Situation wurde 2004 das Förderprogramm NERES eingeführt, das dem Passagierwachstum dienen soll. Es ermöglicht den Fluggesellschaften bei der Aufnahme neuer Flugziele ermäßigte Start- und Landegebühren (vom 1. Juli 2004 bis zum 30. Juni 2009). Einhergehend mit Einführung dieser Maßnahme erwirtschaftet der Flughafen auch Verluste im operativen Bereich, allerdings werden diese langsam reduziert. Im Juli 2007 begann die EU-Kommission das NERES-Programm juristisch zu überprüfen, um die Gewährung unzulässiger staatlicher Beihilfen auszuschließen. Im Jahr 2012 wurde das Programm für rechtens erklärt.

### Seit 2009

#### 2009 bis 2012 – Abzug vieler Strecken und Airlines
Im Jahr 2009 verlagerten die Kunden easyJet und Germanwings aufgrund der nicht marktgerechten Betriebszeiten insgesamt drei Flugzeuge zu anderen Basen, wodurch ein starker Passagier- und Ergebnisrückgang verursacht wurde. 2009 stieg das Defizit auf 24,5 Mio. Euro.
2012 erwirtschaftete der Flughafen bei einem Umsatz von 22 Millionen Euro einen Verlust von 18,5 Millionen Euro.

#### 2012 – Klage der EU
Am 21. März 2012 forderte die Europäische Kommission die Bundesrepublik Deutschland auf, zu Beschwerden gegen die Neue Entgeltordnung (NEO) des Flughafens Dortmund Stellung zu nehmen. Die Kommission zweifelte an der Vereinbarkeit des wirtschaftlichen Handelns des Flughafens Dortmund mit den Regeln des Europäischen Binnenmarktes. Im Jahr 2012 wurde die NEO für rechtens erklärt.

#### 2016 fortlaufend – Weiterer Verlauf
Der Flughafen kann zwar seine Aviation-Erlöse seit 2016 kontinuierlich steigern, diese werden aber durch Sondereffekte, Rückstellungen und die aktuelle Zinsentwicklung negativ beeinflusst. So konnte der Flughafen seit 2016 in seiner Aviation-Sparte jährliche Zugewinne in siebenstelliger Höhe verzeichnen, diese hatten aber durch die Sondereffekte quasi keinen Einfluss auf das Jahresergebnis. So wurde im Jahr 2016 ein Betriebsergebnis von minus 1,87 Millionen Euro erzielt. Das Jahresergebnis wird seit 2013 hauptsächlich durch diverse Einsparungen im Betrieb beeinflusst. So sanken die Ausgaben des Flughafens beispielsweise von 2015 bis 2017 um über 5 Millionen €.
Ab dem Jahr 2020 übernimmt der Bund die Kosten für die Flugsicherung an diversen Regionalflughäfen. Dies sorgt im Fall von Dortmund für eine Entlastung von circa 1,6 Millionen €.

### Zukunft

#### Prognosen
Anfang 2019 wurde das Ziel ausgegeben, bis 2024 mindestens ein ausgeglichenes Betriebsergebnis zu verzeichnen. Anfang 2020 rechnete man durch den Entfall der Flugsicherungskosten schon mit einem ausgeglichenen Betriebsergebnis Ende des Jahres, korrigierte diese Prognose allerdings aufgrund der Covid-19-Pandemie.

#### Beihilfe-Richtlinien der EU
Aufgrund einer EU-Verordnung aus dem Jahr 2014 muss der Flughafen bis Anfang des Jahres 2024 ein ausgeglichenes Betriebsergebnis erzielen. Der Finanzausgleich bzw. die Subvention durch die öffentliche Hand ist dann ab 3 Mio. Passagieren nicht mehr gestattet. Zwischen 700.000 und 3 Millionen Passagieren wären noch bis zu 50 % Betriebsbeihilfen gestattet. 2019 betrug das Betriebsergebnis ca. −380.000 €.
| PAX pro Jahr         | Erlaubte Beihilfe |
| -------------------- | ----------------- |
| Über 3 Millionen     | Keine             |
| 0,7 bis 3 Millionen  | Bis max. 50 %     |
| Unter 0,7 Millionen  | Bis max. 80 %     |
| Quelle: Airliners.de |                   |

| PAX pro Jahr         | Erlaubte Beihilfe     |
| -------------------- | --------------------- |
| Über 5 Millionen     | Nur in Ausnahmefällen |
| 3 bis 5 Millionen    | Bis max. 25 %         |
| 1 bis 3 Millionen    | Bis max. 50 %         |
| Unter 1 Million      | Bis max. 75 %         |
| Quelle: Airliners.de |                       |

### Wirtschaftliche Kennzahlen
| Jahr | Passagiere | Gesamterträge   | Aufwendungen (Ausgaben) | Betriebsergebnis | Jahresergebnis nach Steuern | Aufwandsdeckungsgrad | Quelle |
| ---- | ---------- | --------------- | ----------------------- | ---------------- | --------------------------- | -------------------- | ------ |
| 2004 | 1.179.028  | 20.995.000,00 € | 49.259.000,00 €         |                  | - 28.264.000,00 €           | 42,6 %               | [ 19 ] |
| 2005 | 1.742.911  | 24.110.000,00 € | 49.975.000,00 €         |                  | - 25.865.000,00 €           | 48,2 %               | [ 19 ] |
| 2006 | 2.019.651  | 25.549.000,00 € | 46.864.000,00 €         |                  | - 21.315.000,00 €           | 54,5 %               | [ 19 ] |
| 2007 | 2.155.057  | 28.093.000,00 € | 47.994.000,00 €         |                  | - 19.901.000,00 €           | 58,5 %               | [ 19 ] |
| 2008 | 2.329.440  | 27.764.000,00 € | 48.411.000,00 €         |                  | - 20.647.000,00 €           | 57,4 %               | [ 19 ] |
| 2009 | 1.716.516  | 23.450.000,00 € | 47.985.000,00 €         | - 3.849.934,87 € | - 24.534.492,77 €           | 48,9 %               | [ 19 ] |
| 2010 | 1.740.642  | 25.371.000,00 € | 45.148.000,00 €         | - 3.347.609,67 € | - 19.776.850,68 €           | 56,2 %               | [ 20 ] |
| 2011 | 1.814.246  | 25.507.000,00 € | 45.000.000,00 €         | - 2.583.326,97 € | - 19.492.834,55 €           | 56,7 %               | [ 21 ] |
| 2012 | 1.896.885  | 27.037.000,00 € | 45.536.000,00 €         | - 2.356.804,96 € | - 18.499.047,61 €           | 59,4 %               | [ 22 ] |
| 2013 | 1.924.313  | 29.858.000,00 € | 47.961.000,00 €         | - 2.080.508,35 € | - 18.103.123,20 €           | 62,3 %               | [ 23 ] |
| 2014 | 1.965.802  | 28.578.000,00 € | 45.992.000,00 €         | - 2.195.386,01 € | - 17.414.310,71 €           | 62,1 %               | [ 24 ] |
| 2015 | 1.985.370  | 27.673.000,00 € | 45.514.000,00 €         | - 2.370.231,91 € | - 17.841.312,41 €           | 60,8 %               | [ 25 ] |
| 2016 | 1.918.843  | 27.347.000,00 € | 42.095.000,00 €         | - 1.661.668,70 € | - 14.748.352,67 €           | 65,0 %               | [ 15 ] |
| 2017 | 2.000.695  | 26.610.000,00 € | 40.361.000,00 €         | - 2.087.280,32 € | - 13.751.241,99 €           | 65,9 %               | [ 16 ] |
| 2018 | 2.284.176  | 29.029.804,54 € | 43.147.588,27 €         |                  | - 13.796.379,32 €           | 67,3 %               | [ 26 ] |
| 2019 | 2.719.563  | 33.997.790,01 € | 44.360.929,00 €         |                  | - 10.017.312,54 €           | 76,6 %               | [ 27 ] |
| 2020 | 1.220.624  | 20.432.804,80 € | 41.847.659,44 €         |                  | - 21.414.854,64 €           | 48,8 %               | [ 28 ] |
| 2021 | 1.692.960  | 26.205.272,32 € | 41.758.497,98 €         |                  | - 15.553.225,66 €           | 62,8 %               | [ 29 ] |
| 2022 | 2.586.342  | 37.956.671,06 € | 46.480.308,10 €         |                  | - 8.523.637,04 €            | 81,7 %               | [ 30 ] |
| 2023 | 2.934.516  | 44.211.787,56 € | 47.807.276,93 €         |                  | - 3.595.489,37 €            | 92,5 %               | [ 31 ] |

## Entwicklung des Flugverkehrs

### Betriebszeiten
Der Start des Flugbetriebs ist immer ab 6:00 Uhr.
|                      | 2005 bis 22.05.2014 | 23.05.2014 bis 03.12.2015 | 04.12.2015 bis 22.03.2018 | Seit 23.08.2018    |
| -------------------- | ------------------- | ------------------------- | ------------------------- | ------------------ |
| Planmäßige Starts    | 6:00 – 22:00 Uhr    | 6:00 – 22:30 Uhr          | 6:00 – 22:00 Uhr          | 6:00 – 22:00 Uhr   |
| Planmäßige Landungen | 6:00 – 22:00 Uhr    | 6:00 – 23:00 Uhr          | 6:00 – 22:00 Uhr          | 6:00 – 23:00 Uhr b |
| Verspätete Starts    | Keine               | Bis 23:00 Uhr a           | Keine                     | Bis 22:30 Uhr c    |
| Verspätete Landungen | Bis 23:00 Uhr a     | Bis 23:30 Uhr a           | Bis 23:00 Uhr a           | Bis 23:30 Uhr c    |

Ab 2005
Im Jahr 2005 waren Starts und Landungen bis 22:00 Uhr gestattet. Des Weiteren waren 20 verspätete Landungen bis 23:00 Uhr erlaubt.
Mitte 2014 bis Ende 2015
Am 18. November 2010 stimmte der Rat der Stadt Dortmund mehrheitlich für eine Verlängerung der Betriebszeiten am Dortmunder Flughafen. So wurde, unter großem Zuschauerandrang seitens der Flughafengegner und Befürworter, in der Ratsversammlung beschlossen, dass ein Antrag bei der Bezirksregierung Münster gestellt wird. Dieser Antrag sah vor, die Betriebszeiten bis 22:30 Uhr und einer Verspätungstoleranz bis 23 Uhr, auszuweiten. Für Fluggesellschaften, die ihre Maschinen am Flughafen Dortmund stationiert haben, sollte die Regelung jeweils eine halbe Stunde länger gelten. So werde es in Zukunft möglich sein, dass Flugzeuge bis 23:30 Uhr in Dortmund landen. Dem Antrag wurde von der Bezirksregierung Münster im Mai 2014 stattgegeben. Vom 23. Mai 2014 an waren Starts bis 22:30 Uhr und Landungen bis 23 Uhr erlaubt. Maximal 20 Verspätungen bis zu 30 Minuten waren pro Monat gestattet.
Das Oberverwaltungsgericht Münster kippte am 3. Dezember 2015 die Betriebszeiten und erklärte sie für rechtswidrig.
Ende 2015 bis August 2018
Die Betriebszeiten wurden auf die ab 2005 geltenden Regelungen zurückgesetzt.
Seit August 2018
Am 23. August 2018 gestattete die Bezirksregierung Münster neue Betriebszeiten. Die gestatteten Betriebszeiten wichen dabei allerdings von den vom Flughafen gewünschten ab. Der Flughafen hatte verspätete Starts bis 23:00 Uhr und unlimitierte Landungen bis 23:00 Uhr gefordert. Die Fraktion DIE LINKE & PIRATEN Dortmund hatten gegen diese Entscheidung eine Klage eingereicht.
Gestattet wurden weiterhin nur Starts bis 22:00 Uhr. Allerdings sind nunmehr verspätete Starts bis 22:30 Uhr möglich. Landungen sind weiterhin bis 22:00 Uhr möglich. Weitere vier tägliche planmäßige Landungen sind bis 23:00 Uhr möglich. Verspätete Landungen sind bis 23:30 Uhr möglich. Dabei sind maximal 16 Verspätungen im Monat erlaubt.

### Entwicklung der Passagierzahlen und Fluggesellschaften

Fluggastentwicklung seit 1998 in Dortmund

#### 2000 bis 2005 – Anstieg der Passagierzahlen
Im Jahr 2001 überschritten die Fluggastzahlen erstmals die Millionengrenze. Insgesamt nutzten 1.064.153 Passagiere den Flughafen. Doch bereits ein Jahr später musste auch der Flughafen Dortmund mit der Luftfahrtkrise nach den Terroranschlägen am 11. September 2001 fertigwerden. Die Passagierzahlen gingen auf 994.508 zurück.
Um die Passagierzahlen wieder zu steigern, hielt 2004 am Dortmund Flughafen das Segment der Billigfluggesellschaften Einzug: Die Fluggesellschaft easyJet verband den Flughafen mit vielen europäischen Zielen und stationierte mehrere Flugzeuge. Auch die Fluggesellschaft Wizz Air nahm ihre Linienflüge nach Osteuropa auf.
Im Jahr 2005 konnte der Flughafen mit jährlich mehr als 30.000 Starts und Landungen und über 1,7 Millionen Passagieren eine deutliche Steigerung verbuchen. Dies machte Dortmund erstmals zum drittgrößten Verkehrsflughafen in NRW. Die Firma Dauair wählte Dortmund zur operativen Basis mit mehreren stationierten Flugzeugen, wurde aber schon im Jahr 2006 zahlungsunfähig.

#### 2006 bis 2010 – Passagierrekord und tiefer Fall
Die zwei-Millionen-Passagiere-Marke wurde 2006 erstmals übertroffen. In diesem Jahr nutzten 2.019.666 Passagiere den Flughafen. Dauair stellte ihren Flugbetrieb ein. Das Segment der Billigfluggesellschaften wuchs weiter. Die Fluggesellschaft Germanwings machte Dortmund im Sommer zu einer ihrer Basen und stationierte zuerst eine, zum Winterflugplan eine zweite Maschine.
Neu war auch Sterling Airlines, die ab dem Winterflugplan 2007/2008 drei Ziele in Skandinavien anbot. Wizz Air erweiterte ebenfalls ihren Flugplan. Mit 2.155.064 beförderten Passagieren schloss der Flughafen das Jahr 2007 mit einem leichten Passagierzuwachs ab.
Germanwings baute 2008 ihr Engagement mit drei neuen Zielen aus und die OLT nahm Heringsdorf in den Dortmunder Sommerflugplan auf. Sterling Airlines stellte ab dem 26. Mai ihre Flugverbindungen nach Dortmund ein. Des Weiteren stellte Lufthansa ihre Flüge nach München zum 31. Mai 2008 ein. Zum Winterflugplan (ab 26. Oktober) strich auch easyJet einige Ziele. Ab Dezember verband Wizz Air Dortmund mit drei neuen Zielen. Durch den Wegfall der Fluglinien brachen die Passagierzahlen am Flughafen Dortmund massiv ein. Erst im Oktober 2009 stabilisierten sie sich auf niedrigerem Niveau.

#### 2011 bis 2015 – Abzug vieler Fluggesellschaften
Im Mai 2012 gab easyJet bekannt, ihre Basis in Dortmund zu schließen und bis auf London alle Routen zum Herbst 2012 einzustellen. Air Berlin schloss ihre Basis in Dortmund Anfang November 2012 und zog das hier beheimatete Flugzeug sowie die 43 Mitarbeiter ab. Grund sei neben dem eigenen Sparprogramm auch der Rückgang der Nachfrage wegen der Luftverkehrssteuer.
Ab März 2013 startete Ryanair ab Dortmund, so dass zumindest ein Teil der Streckenstreichungen der anderen Fluggesellschaften aufgefangen werden konnten.
Des Weiteren strich Wizz Air 2014 die Ziele Lemberg und Donezk wegen der politischen Unruhen in der Ukraine.
Im Jahr 2015 gab Air Berlin bekannt, dass der Flughafen Dortmund ab dem Sommerflugplan 2015 gar nicht mehr bedient werden solle. Seit 2015 werden die Flüge der Germanwings unter dem Namen der Eurowings durchgeführt.

#### 2016 bis 2019 – Wachstum durch Wizz Air bis zum neuen Passagierrekord

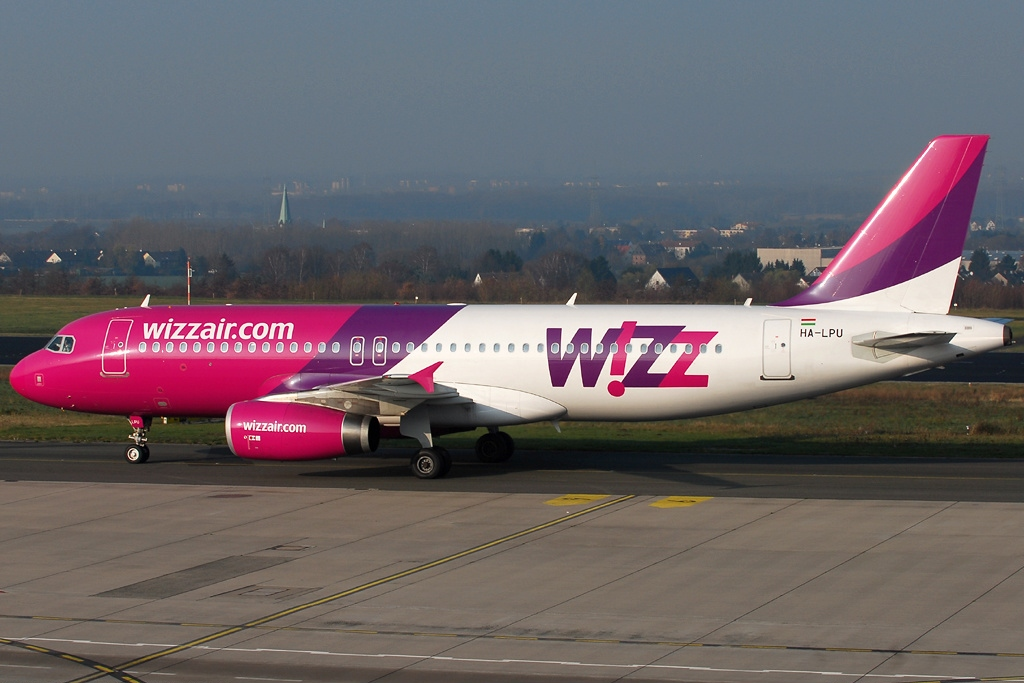
Airbus A320-232 der Wizz Air am Dortmunder Flughafen

Im Jahr 2017 wickelten drei Fluggesellschaften (Wizz Air, Eurowings und Ryanair) über 92,4 % des Verkehrs in Dortmund ab. Man erreichte damit wieder über 2 Millionen Passagiere.
Im Jahr 2018 bot Wizz Air zehn neue Strecken ab Dortmund an und erweiterte ihr Engagement damit erheblich. Dazu war man in diesem Jahr mit einer Pünktlichkeitsquote von 85 % einer der zehn pünktlichsten Flughäfen weltweit. In Deutschland war man der pünktlichste. Ein Flug zählt als unpünktlich, wenn er mehr als 15 Minuten zu spät war.
Der Flughafen verzeichnete seit dem Juli 2018 bis zum Dezember 2019 im Vergleich zum selben Monat im Jahr zuvor häufig Wachstumsraten von 15 % bis über 25 % und war damit über den gesamten Zeitraum der wachstumsstärkste Flughafen Deutschlands. Diese Wachstumsraten wurden ohne nennenswerte Verluste durch Pleiten von Fluggesellschaften im Vorjahresmonat erreicht. So „profitierten“ beispielsweise Berlin-Tegel und Düsseldorf bei den Wachstumsraten von der Air Berlin-Pleite 2017 und einen daraus resultierenden „Air-Berlin-Effekt“ ab dem Jahr 2018, bei dem in mehreren Monaten seit Oktober 2017 viele Flüge entfallen sind, die dann ein Jahr später durch eine andere Fluggesellschaft wieder angeboten wurden. Unter diesem Aspekt sind die dauerhaft derart hohen Wachstumsraten in diesen Jahren deutschlandweit nahezu einzigartig. Lediglich der Flughafen in Memmingen konnte dieses Wachstum bei einem vergleichbar hohen Passagieraufkommen auch erreichen oder gelegentlich gar übertreffen. Während der Osterferien 2019 verzeichnete man 29,8 % mehr Passagiere und 30,5 % mehr Flüge als in den Osterferien im Jahr 2018.
Das Anfang 2019 selbst gesteckte Ziel mit 2,5 Millionen Passagieren zum Ende des Jahres übertraf man mit über 2,7 Millionen Passagieren deutlich. Man steigerte die Passagierzahlen damit binnen eines Jahres um über 19 % um über 430.000 Passagiere. Dies stellte einen neuen Passagierrekord dar.

#### Aktuell
Der Januar 2020 war der erste Monat seit Mai 2018 mit einem Wachstum von weniger als 10 % im Vergleich zum Vorjahresmonat. Trotzdem verlief der Start in das Jahr 2020 mit Wachstumsraten von 9,5 % im Januar und 13,2 % im Februar vielversprechend. Man erreichte damit weiterhin deutschlandweit das höchste Wachstum eines verkehrsreichen Flughafens ohne den Effekt der Pleite einer Fluggesellschaft.
Aufgrund der COVID-19-Pandemie kam der Flugverkehr ab Mitte März 2020 nahezu zum Erliegen.
Am 18. Juni 2020 gab Wizz Air auf einer Pressekonferenz am Flughafen bekannt, ab August drei A320 in Dortmund stationieren zu wollen. Es ist damit nach zwölf Jahren die erste größere Basis einer Fluggesellschaft und die erste Basis von Wizz in Deutschland. Die Fluggesellschaft erhöhte ihre Kapazität am Flughafen mit dem Ausbau des Angebots um über eine Million Passagiere pro Jahr auf ca. 2,7 Millionen. Damit würde zusammen mit den anderen Fluggesellschaften die Kapazität des Terminals überschritten, weshalb der Flughafen Investitionen ankündigte. Wizz-Air zog die drei A320 jedoch zum 24. Oktober 2021 wieder ab.
Aufgrund hoher Standortkosten kündigte die zweitgrößte Gesellschaft am Flughafen, Ryanair, im Oktober 2024 an, im Sommer 2025 ihren Flugbetrieb am Flughafen Dortmund einzustellen.

### Streckennetz

Direkte Flugziele vom Dortmund Flughafen im Jahr 2025

Das Streckennetz ab Dortmund umfasst mit einem Anteil von etwa 50 % osteuropäische Ziele, die ausschließlich durch Low-Cost Carrier bedient werden.

## Verkehrszahlen

### Passagierzahlen der letzten Jahre
| Jahr                                                                | Fluggastaufkommen | Flugbewegungen | davon Linien- & Charterverkehr | Frachtgut (Tonnen) |
| ------------------------------------------------------------------- | ----------------- | -------------- | ------------------------------ | ------------------ |
| 2001                                                                | 1.064.149         | 37.393         |                                | 257                |
| 2002                                                                | 994.478           | 33.812         |                                | 289                |
| 2003                                                                | 1.023.329         | 29.788         |                                | 96                 |
| 2004                                                                | 1.179.028         | 25.743         |                                | 75                 |
| 2005                                                                | 1.742.911         | 30.672         |                                | 58                 |
| 2006                                                                | 2.019.651         | 32.785         |                                | 37                 |
| 2007                                                                | 2.155.057         | 32.223         |                                | 40                 |
| 2008                                                                | 2.329.440         | 29.555         |                                | 35                 |
| 2009                                                                | 1.716.516         | 24.043         |                                | 21                 |
| 2010                                                                | 1.740.642         | 24.232         |                                | 33                 |
| 2011                                                                | 1.814.246         | 26.391         |                                | 26                 |
| 2012                                                                | 1.896.885         | 22.634         |                                | 5.663              |
| 2013                                                                | 1.924.313         | 31.981         |                                | 5.903              |
| 2014                                                                | 1.965.802         | 30.274         |                                | 6.824              |
| 2015                                                                | 1.985.370         | 19.316         | 13.604                         | 5.637              |
| 2016                                                                | 1.918.843         | 21.719         | 13.000                         | 6.627              |
| 2017                                                                | 2.000.695         | 21.931         | 13.253                         | 7.383              |
| 2018                                                                | 2.284.202         | 25.523         | 15.189                         | 6.457              |
| 2019                                                                | 2.719.566         | 26.948         | 17.678                         | 5.367              |
| 2020                                                                | 1.220.624         | 25.599         | 10.523                         | 3.430              |
| 2021                                                                | 1.693.050         | 31.039         | 13.135                         | 4.204              |
| 2022                                                                | 2.586.240         | 36.258         | 16.461                         | 3.436              |
| 2023                                                                | 2.934.316         | 34.182         | 17.332                         |                    |
| Quelle: Arbeitsgemeinschaft Deutscher Verkehrsflughäfen (2001-2021) |                   |                |                                |                    |

### Passagierzahlen nach Strecken ab DTM
| Rang | Ziel              | Passagiere 2021 | Veränderung (a) | Passagiere 2020 | 2021             | 2021                               | 2021                                    |
| Rang | Ziel              | Passagiere 2021 | Veränderung (a) | Passagiere 2020 | Anzahl der Flüge | Anzahl der Passagiere pro Flug (b) | Auslastungs- grad (Personenverkehr) (c) |
| ---- | ----------------- | --------------- | --------------- | --------------- | ---------------- | ---------------------------------- | --------------------------------------- |
| 01   | Kattowitz         | 72.447          | ▲6,54 %         | 67.997          | 584              | 125                                | 67,00 %                                 |
| 02   | Palma de Mallorca | 71.260          | ▲255,75 %       | 20.031          | 597              | 120                                | 73,00 %                                 |
| 03   | Bukarest-Otopeni  | 43.388          | ▲9,95 %         | 39.463          | 303              | 144                                | 79,50 %                                 |
| 04   | Sofia             | 38.749          | ▼-1,66 %        | 39.404          | 265              | 147                                | 81,10 %                                 |
| 05   | Wien              | 34.080          | ▲59,09 %        | 21.422          | 306              | 112                                | 64,70 %                                 |
| 06   | Skopje            | 32.526          | ▲126,87 %       | 14.337          | 218              | 150                                | 82,20 %                                 |
| 07   | Belgrad           | 28.625          | ▲60,91 %        | 17.789          | 201              | 143                                | 79,10 %                                 |
| 08   | Tirana            | 26.859          | ▲57,47 %        | 17.057          | 183              | 147                                | 81,60 %                                 |
| 09   | Thessaloniki      | 25.771          | ▲105,2 %        | 12.559          | 173              | 149                                | 80,30 %                                 |
| 10   | Pristina          | 24.319          | ▲84,00 %        | 13.217          | 180              | 136                                | 75,50 %                                 |
| 11   | Kiew-Schuljany    | 23.308          | ▲51,86 %        | 15.348          | 160              | 146                                | 80,10 %                                 |
| 12   | Danzig/Gdańsk     | 20.796          | ▲7,42 %         | 19.359          | 164              | 127                                | 71,20 %                                 |
| 13   | Chișinău          | 20.353          | ▲63,77 %        | 12.428          | 134              | 152                                | 84,40 %                                 |
| 14   | Warna             | 19.407          | ▲24,84 %        | 15.546          | 142              | 137                                | 75,90 %                                 |
| 15   | Tuzla             | 18.367          | ▲34,81 %        | 13.624          | 141              | 131                                | 72,30 %                                 |
| 16   | Split             | 16.204          | n. V.           | n. V.           | 118              | 138                                | 78,50 %                                 |
| 17   | Heraklion         | 16.180          | n. V.           | n. V.           | 117              | 139                                | 78,50 %                                 |
| 18   | Cluj-Napoca       | 15.808          | ▲3,96 %         | 15.206          | 143              | 111                                | 61,70 %                                 |
| 19   | Catania           | 15.476          | n. V.           | n. V.           | 123              | 126                                | 71,60 %                                 |
| 20   | München           | 15.443          | ▼-43,08 %       | 27.130          | 332              | 47                                 | 32,60 %                                 |
| 21   | Sibiu             | 15.315          | ▲27,43 %        | 13.487          | 121              | 127                                | 70,00 %                                 |
| 22   | Porto             | 14.542          | ▲39,44 %        | 10.429          | 101              | 144                                | 76,30 %                                 |
| 23   | Iași              | 14.347          | ▲19,38 %        | 12.018          | 122              | 118                                | 65,20 %                                 |
| 24   | Sarajevo          | 13.659          | n. V.           | n. V.           | 98               | 140                                | 77,40 %                                 |
| 25   | Podgorica         | 13.529          | n. V.           | n. V.           | 102              | 133                                | 73,90 %                                 |

### Passagierzahlen nach Ländern ab DTM
| Rang | Ziel                                                 | Passagiere 2021 | Veränderung (a) | Passagiere 2020 | 2021             | 2021                                 | 2021                                       |
| Rang | Ziel                                                 | Passagiere 2021 | Veränderung (a) | Passagiere 2020 | Anzahl der Flüge | Anzahl der Pas- sagiere pro Flug (b) | Auslastungs- grad in % Personenverkehr (c) |
| ---- | ---------------------------------------------------- | --------------- | --------------- | --------------- | ---------------- | ------------------------------------ | ------------------------------------------ |
| 1    | Polen                                                | 118.366         | ▲8,70 %         | 108.894         | 963              | 123                                  | 67,50 %                                    |
| 2    | Rumänien                                             | 117.071         | ▲14,92 %        | 101.875         | 936              | 126                                  | 69,50 %                                    |
| 3    | Spanien                                              | 82.900          | ▲242,19 %       | 24.226          | 733              | 114                                  | 71,10 %                                    |
| 4    | Bulgarien                                            | 66.552          | ▲21,11 %        | 54.950          | 461              | 145                                  | 80,10 %                                    |
| 5    | Griechenland                                         | 56.786          | ▲86,53 %        | 30.443          | 410              | 139                                  | 77,80 %                                    |
| 6    | Ukraine                                              | 46.886          | ▲55,21 %        | 30.209          | 342              | 138                                  | 76,60 %                                    |
| 7    | Nordmazedonien                                       | 40.227          | ▲101,62 %       | 19.952          | 283              | 143                                  | 78,60 %                                    |
| 8    | Bosnien und Herzegowina                              | 39.966          | ▲192,88 %       | 13.646          | 302              | 133                                  | 73,50 %                                    |
| 9    | Serbien                                              | 37.532          | ▲41,35 %        | 26.553          | 269              | 140                                  | 77,50 %                                    |
| 10   | Österreich                                           | 34.284          | ▲59,53 %        | 21.490          | 344              | 100                                  | 64,50 %                                    |
| 11   | Albanien                                             | 26.859          | ▲57,47 %        | 17.057          | 183              | 147                                  | 81,60 %                                    |
| 12   | Kosovo                                               | 24.319          | ▲84,00 %        | 13.217          | 180              | 136                                  | 75,50 %                                    |
| 13   | Moldawien                                            | 20.353          | ▲63,77 %        | 12.428          | 134              | 152                                  | 84,40 %                                    |
| 14   | Kroatien                                             | 20.321          | ▲795,59 %       | 2.269           | 156              | 131                                  | 75,40 %                                    |
| 15   | Italien                                              | 19.111          | ▲120,71 %       | 8.659           | 185              | 104                                  | 70,50 %                                    |
| 16   | Deutschland                                          | 17.273          | ▼-38,26 %       | 27.978          | 5.370            | 4                                    | 29,30 %                                    |
| 17   | Portugal                                             | 14.897          | ▲14,50 %        | 13.010          | 110              | 136                                  | 74,60 %                                    |
| 18   | Montenegro                                           | 13.529          | ▲541,10 %       | 2.107           | 102              | 133                                  | 73,90 %                                    |
| 19   | Ungarn                                               | 12.577          | ▼-30,46 %       | 18.085          | 104              | 121                                  | 73,00 %                                    |
| 20   | Litauen                                              | 9.113           | ▼-24,97 %       | 12.145          | 71               | 129                                  | 70,00 %                                    |
| 21   | Lettland                                             | 7.810           | ▼-9,44 %        | 8.624           | 60               | 131                                  | 71,20 %                                    |
| 22   | Georgien                                             | 7.461           | ▲115,64 %       | 3.460           | 60               | 125                                  | 68,70 %                                    |
| 23   | Türkei                                               | 5.807           | ▲4.659,84 %     | 122             | 51               | 114                                  | 65,30 %                                    |
| 24   | Zypern                                               | 4.237           | ▲-29,84 %       | 6.039           | 40               | 106                                  | 58,50 %                                    |
| 25   | Vereinigtes Königreich Großbritannien und Nordirland | 3.644           | ▼-86,53 %       | 27.043          | 96               | 38                                   | 49,60 %                                    |

### Passagierzahlen nach Fluggesellschaft ab DTM
| Fluggesellschaft | 2020       | 2020                      | Veränderung  | 2019       | 2019                      |
| Fluggesellschaft | Passagiere | Anteil am Gesamtverkehr 2 | Veränderung  | Passagiere | Anteil am Gesamtverkehr 2 |
| ---------------- | ---------- | ------------------------- | ------------ | ---------- | ------------------------- |
| Wizz Air         | 941.531    | 77,14 %                   | ▼-936.651    | 1.878.182  | 69,06 %                   |
| Ryanair          | 183.358    | 15,02 %                   | ▼-195.246    | 378.604    | 13,92 %                   |
| Eurowings        | 71.498     | 5,86 %                    | ▼-258.337    | 329.835    | 12,13 %                   |
| easyJet          | 17.651     | 1,45 %                    | ▼-88.482     | 106.133    | 3,90 %                    |
| Sunexpress       | n. V. 3    | n. V. 3                   | n. V. 3      | 17.075     | 0,63 %                    |
| MHS Aviation     | 586        | 0,05 %                    | ▲325         | 261        | 0,01 %                    |
| Sonstige         | 6.000      | 0,49 %                    | ▼-3.473      | 9.473      | 0,35 %                    |
| Gesamt           | 1.220.624  | 100 %                     | ▼ -1.498.939 | 2.719.563  | 100 %                     |

## Flughafenanlage

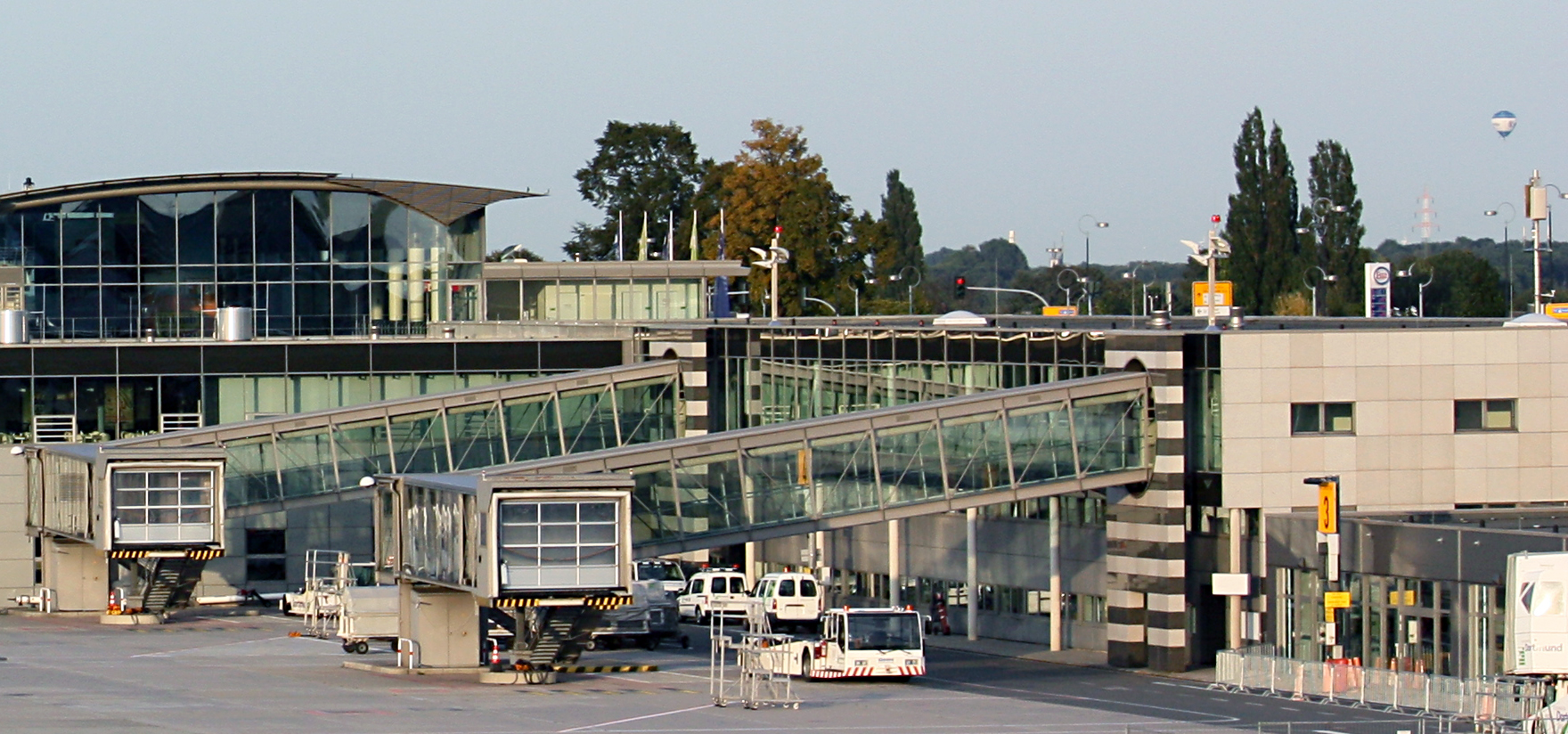
Terminal 1 mit Gates 3 und 4

### Fluggastgebäude

#### Terminal 1 – Fluggast-Terminal
Das Terminal 1 ist als sogenanntes „Terminal der kurzen Wege“ konzipiert. Das heißt, es gibt keine größeren Konsumflächen.

##### Infrastruktur zur Abfertigung

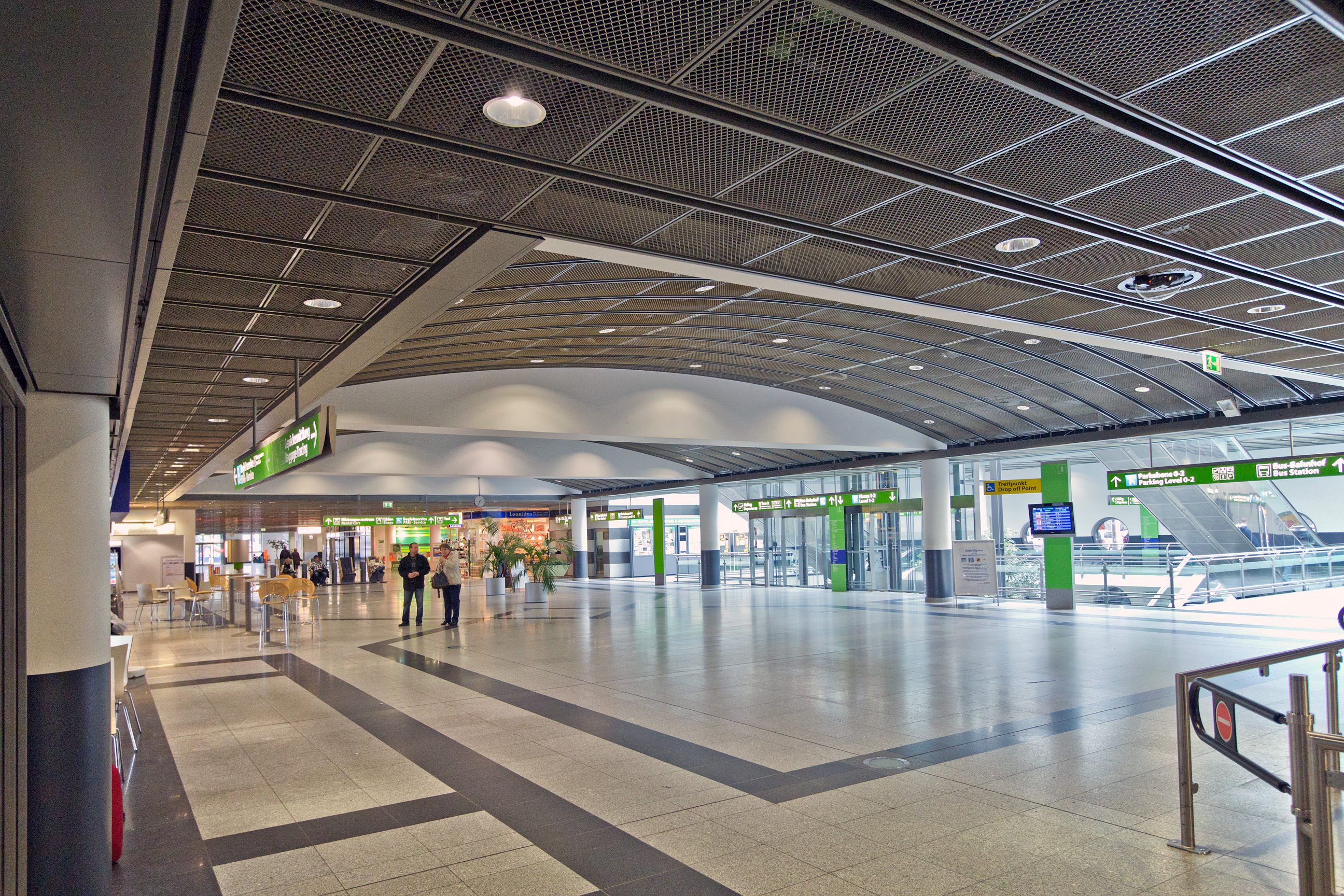
Ankunftsbereich

- 13 Abstellpositionen
  - Dreizehn Gates (Gate 0 bis 12)
- Drei Gepäckbänder
- 28 Check-In-Counter
- Drei Sicherheitskontrollen

##### Aufbau
Öffnungszeiten des Terminals: 3:30 bis 0:00 Uhr Ortszeit

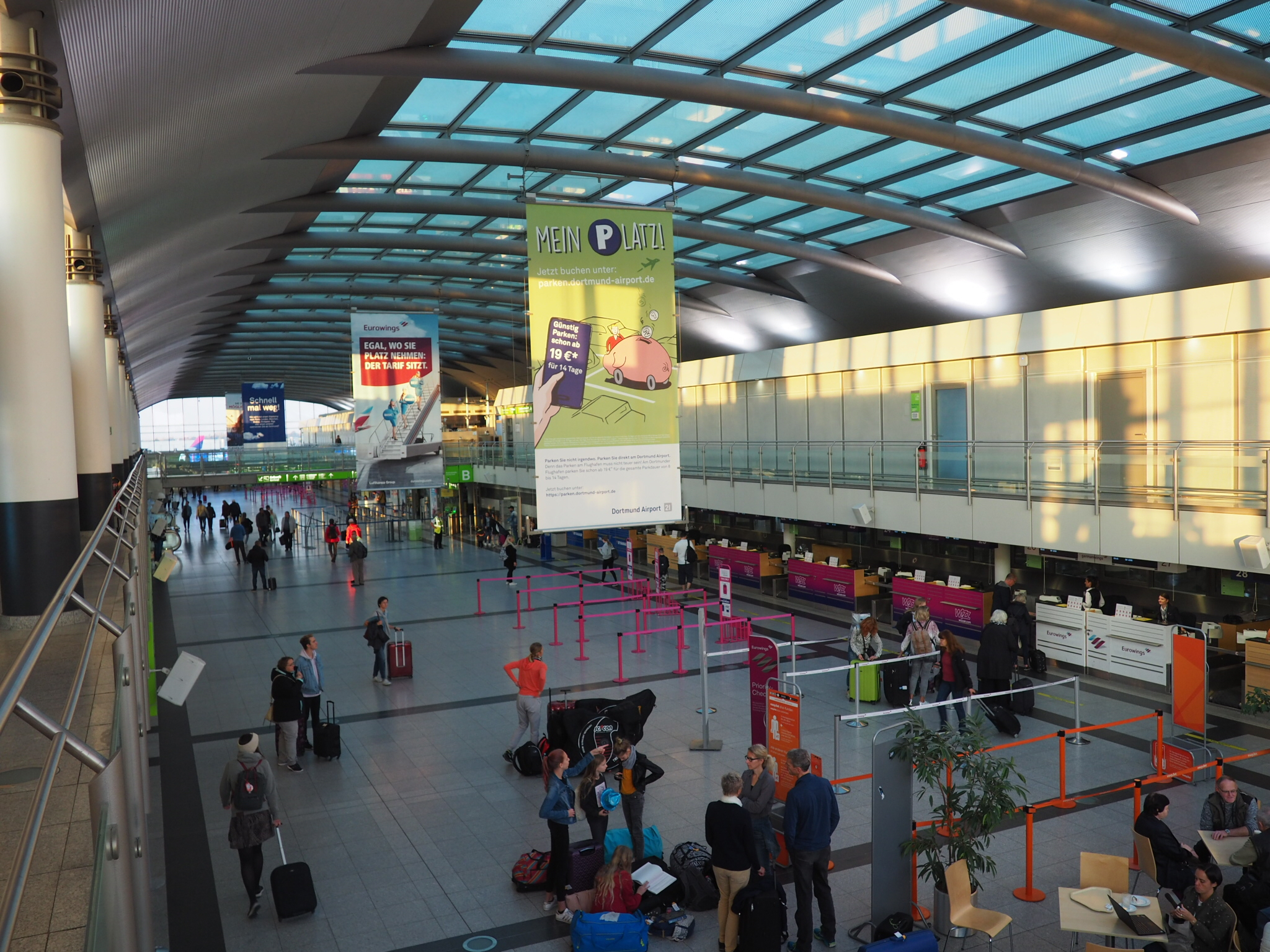
Abflughalle

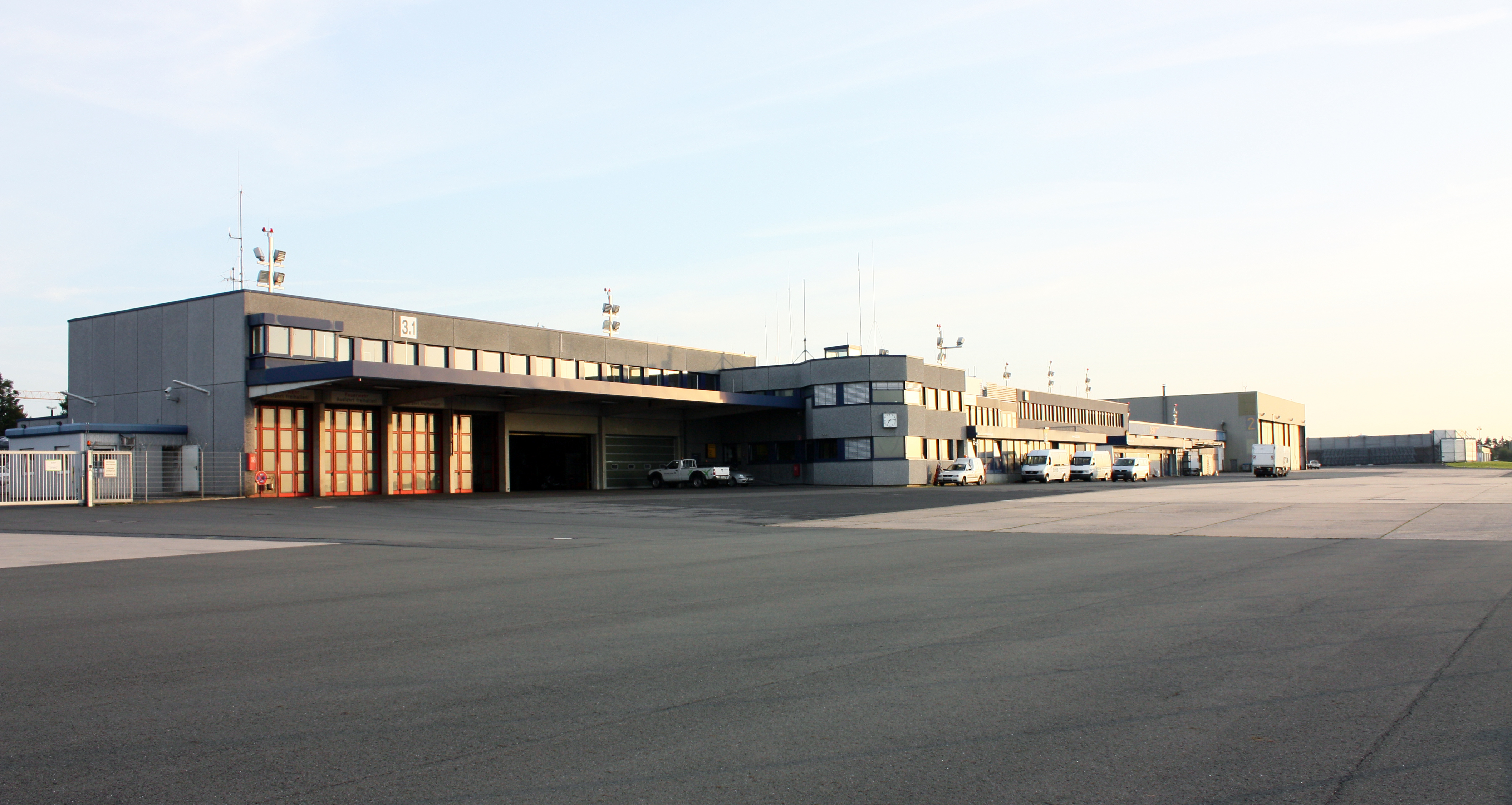
GAT (General Aviation Terminal)

Ebene 0 (Ankunft):
- Gepäckhalle

Ebene 1 (Abflug):
- Sicherheitskontrolle
- Check-In Schalter
- Information
- Konsumfläche
  - Duty Free Shop
  - Zwei Bars
  - Cafe
  - Confiserie/Gebäck

Ebene 2 (Galerie):
- Besucherterrasse (Eintritt frei)
- Restaurant

#### GAT – Privat-Terminal
Das GAT (General Aviation Terminal) dient zur Abfertigung privaten Flugverkehrs. Hierunter fällt der private, der geschäftliche und der sportliche Flugverkehr mit eigenen oder gecharterten Flugzeugen. Das GAT arbeitet völlig autark vom Terminal 1. Er bietet Abstellmöglichkeiten für private Flugzeuge bis 24 Tonnen für einen Tag oder monatsweise.

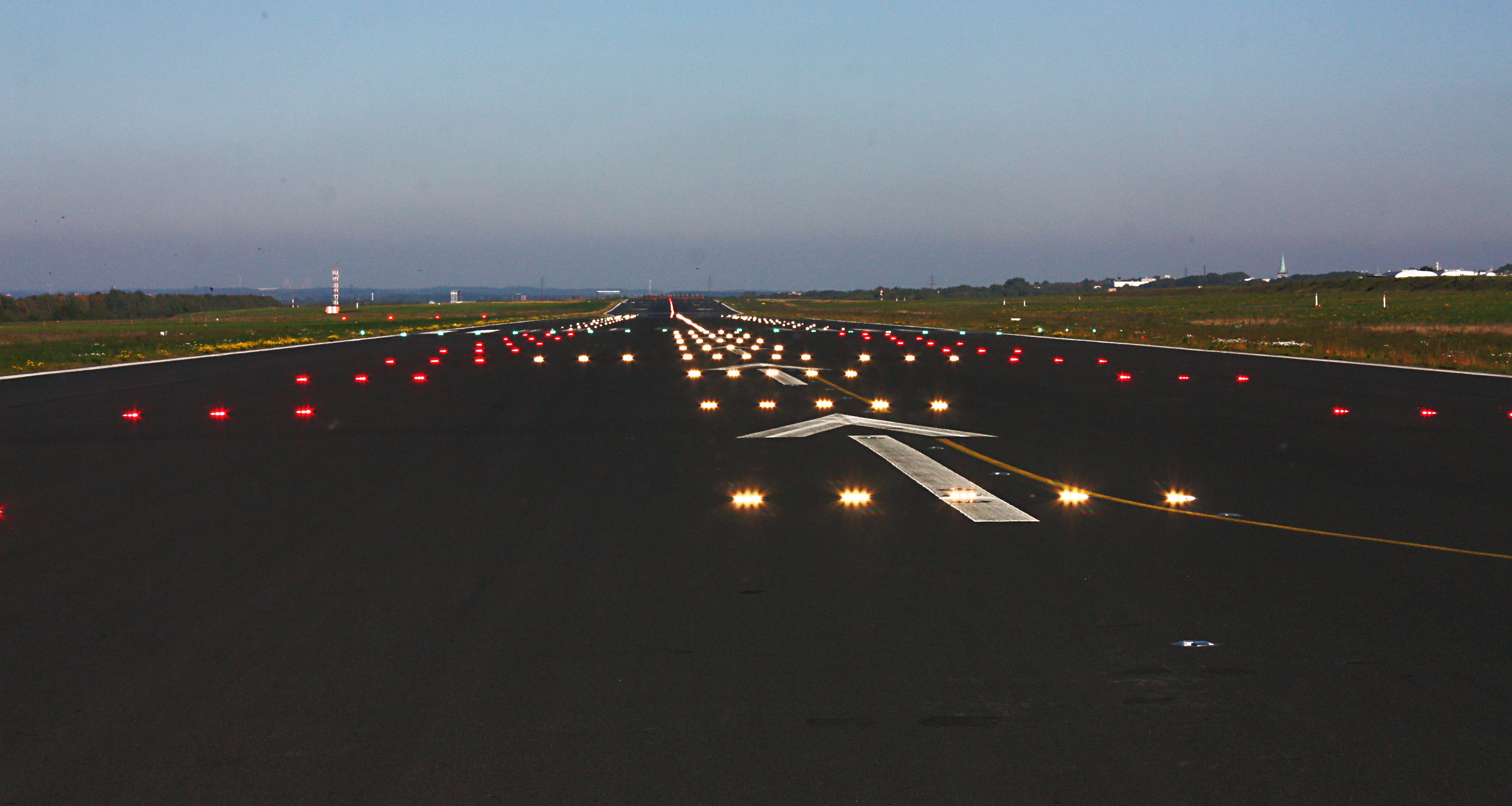
Start- und Landebahn

### Start- und Landebahn
| Indienststellung | Länge      | Breite   | Sonstiges | Belag                      |
| ---------------- | ---------- | -------- | --- | -------------------------- |
| Bis 1974         | n. a.      | n. a.    | | Gras                       |
| Ab 1974          | 650 Meter  | 20 Meter | | Asphalt                    |
| Ab 1983          | 850 Meter  | 20 Meter | | Asphalt                    |
| Ab 1987          | 1050 Meter | 20 Meter | Beidseitig zusätzlich jeweils 200 Meter Stoppbahn                                                                                              | Asphalt                    |
| Ab 2000          | 2000 Meter | 45 Meter | 1.) +120 Meter (60 Meter pro Seite) Sicherheitsbereich 2.) Die Strecke zur Landung beträgt durch nach vorne verlegte Landeschwellen 1700 Meter | Asphalt mit ANTISKID-Belag |

Die neue Bahn wurde im Jahr 2000 neu gebaut. Die alte Bahn wurde zur Rollbahn umfunktioniert. Ausrichtung der Bahn: 061°/241°

### Instrumentenlandesystem
Das Landesystem erlaubt den Anflug nach Allwetterflugbetriebsstufe CAT II und wurde 2016 und 2017 erneuert.

### Unterflurbetankung
Der Flughafen Dortmund verwendet das System der Unterflurbetankung, welches 2002 installiert wurde. Dabei wird das Kerosin dezentral in zwei Tanks gelagert und durch entsprechende Sicherheitsvorrichtungen durch unterirdische Leitungen zu den Positionen der Flugzeuge an den Gates gepumpt. An jedem Gate ist auf dem Vorfeld eine im Boden versenkbare Vorrichtung installiert, die den sogenannten Dispenser ersetzt und das Kerosin in den Tank des Flugzeuges pumpt. Das System hat den Vorteil, den Verkehr auf dem Flugfeld zu verringern, was die Sicherheit erhöht, und Flugzeuge vergleichsweise schnell betanken zu können. Pro Flugzeug und Minute können etwa 1000 Liter Kerosin betankt und vier Flugzeuge zeitgleich bedient werden.

### Flughafenfeuerwehr
Die Flughafenfeuerwehr besteht aus einer nebenamtlichen und hauptamtlichen Feuerwehr.
Hauptamtliche Flughafenfeuerwehr
Die hauptamtliche Flughafenfeuerwehr besteht aus 21 Mitarbeitern, von denen jeweils fünf im 24-Stunden-Schichtdienst arbeiten.
Nebenamtliche Flughafenfeuerwehr
Die nebenamtliche Feuerwehr besteht aus 40 Mitarbeitern des Flughafens, die eine Grundausbildung der Freiwilligen Feuerwehr absolviert haben. Sechs Mitarbeiter sind während ihrer Arbeitszeit bei der Feuerwache auf Abruf. Bei einem Brandfall ordnen sie sich der hauptamtlichen Flughafenfeuerwehr unter.
Allgemein
Die Feuerwehr ist somit ständig mit elf Mitarbeitern besetzt. Die Flughafenfeuerwehr setzt als eine der wenigen in Deutschland nur fluorfreie Schaummittel ein. Fluorhaltige Schaummittel sind schlecht abbaubar und schädlich für Mensch und Umwelt.
Fahrzeuge
- Flugfeldlöschfahrzeug
  - Rosenbauer Panther 6×6 (FLF 2)
  - Rosenbauer Panther 8×8 (FLF 5)
  - Rosenbauer Panther 8×8 (FLF 6)

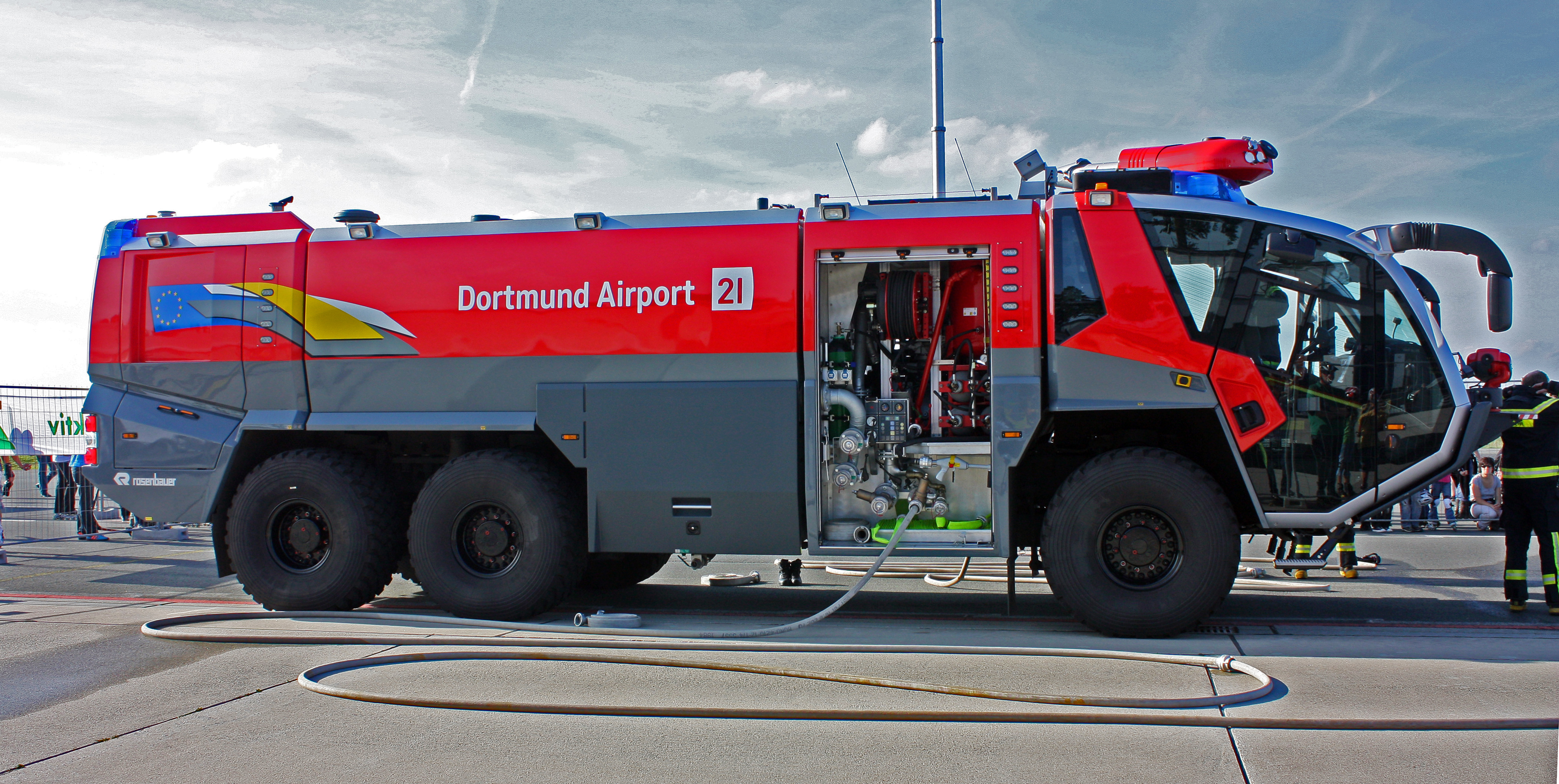
Rosenbauer Panther 6x6

- Hilfsleistungslöschgruppenfahrzeug

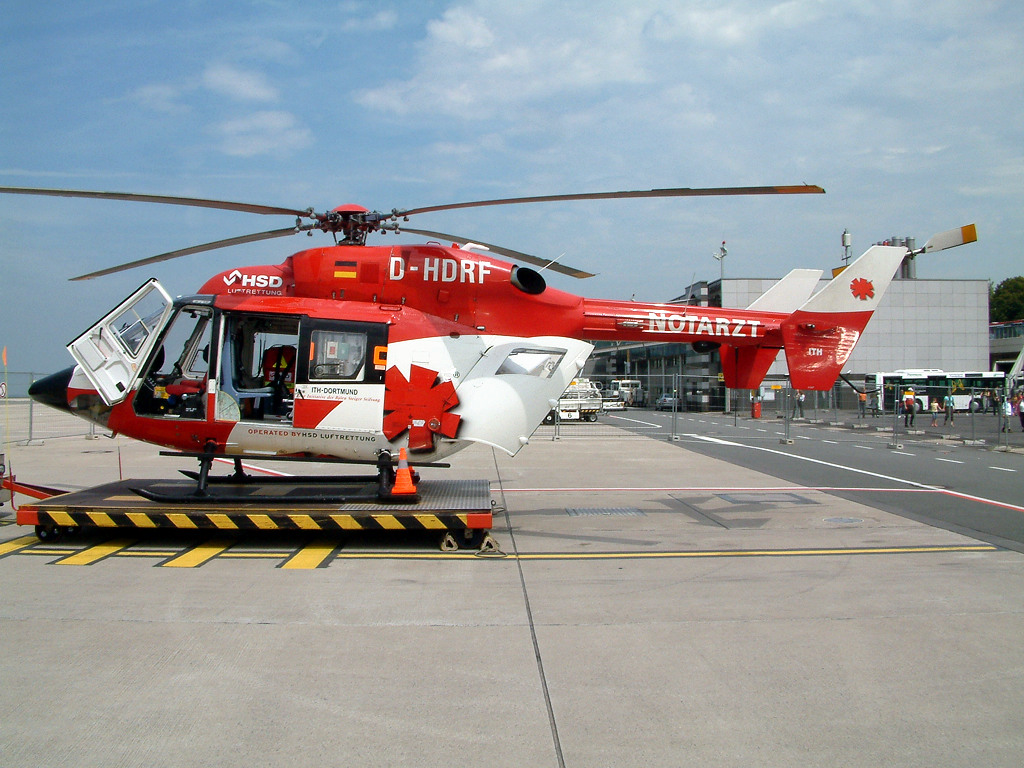
Christoph Dortmund

  - Mercedes-Benz (HLF 3)
- Kleinlöschfahrzeug
  - Mercedes-Benz Vito (KLF 9)
- Einsatzleitfahrzeug
  - Nissan Pathfinder (ELW 1)
- Krankentransportwagen
  - Mercedes-Benz Sprinter (KTW 8)[63]

### DRF Luftrettung
Der Flughafen ist ein Standort der DRF Luftrettung. Stationiert ist der Hubschrauber Christoph Dortmund.

### Imkerei
Der Flughafen hat drei Bienenvölker mit insgesamt ca. 150.000 Bienen, um im Honig die Umweltqualität am Flughafen zu messen. Zuständig für die Imkerei ist die Feuerwehr am Flughafen. Der Honig kann am Airport käuflich erworben werden.

### Gelände
Das Gelände des Flughafens ist 220 ha groß, davon sind 135 ha Grünfläche. Damit ist der Flughafen die größte zusammenhängende Grünfläche der Stadt Dortmund. Auf dem Gelände leben 97 verschiedene Vogelarten, darunter auch vom Aussterben bedrohte.

## Unternehmen auf dem Flughafengelände

### Flugschule Dortmund
Am Dortmunder Flughafen ist das Flugausbildungszentrum Dortmund ansässig, die größte Privatflugzeugführerschule in NRW.
Die Flugschule bietet zwei Redbird Flugsimulatoren zur Benutzung an.

### Star Wings – Fluggesellschaft
Star Wings ist eine Fluggesellschaft mit drei Flugzeugen (Stand 2017), die Geschäftsflüge anbietet. Dazu besitzt sie mit dem „Cessna Citation CJ3 Full Flight Simulator (Level D)“ den einzigen Simulator für diesen Flugzeugtyp innerhalb Europas.

## Verkehrsanbindung

### Straße
Der Flughafen liegt direkt an der B1. Von Osten her ist die Zufahrt auf die B1 über die A44 möglich, von Norden und Süden über die A1 oder die B236. Im Westen kommt man von der A40 auf die B1. Damit liegt der Flughafen in unmittelbarer Nähe großer und bedeutender Verkehrsachsen des Straßenverkehrs.

### Parken
Der Flughafen verfügt über 4700 Parkplätze, davon sind 50 % überdacht.
Der bestgelegene kostenfreie P+R-Parkplatz liegt an der U-Bahn-Haltestelle Hauptfriedhof der U47. Die Fahrzeit zum Flughafen beträgt 22 Minuten. Es muss einmal zwischen der U47 und der Buslinie 490 umgestiegen werden.

### ÖPNV
Der Flughafen besitzt keinen unmittelbaren Anschluss zum Netz der Deutschen Bahn oder der Stadtbahn Dortmund. Die „letzte Meile“ wird also mit einem Bus zurückgelegt.
| Abfahrtsort         | Linie(n)        | Fahrtzeit  | Takt                   | Verbund        | Sonstiges                        |
| ------------------- | --------------- | ---------- | ---------------------- | -------------- | -------------------------------- |
| Dortmund Hbf        | Airport Express | 22 Minuten | 30 oder 60 minütlich   | Sondertarif    | Verkehrsgesellschaft Breitenbach |
| Dortmund Hbf        | U47 und 490     | 38 Minuten | 20 oder 30 minütlich   | VRR            | Verbindung mit Umstieg           |
| Dortmund-Aplerbeck  | 490             | 13 Minuten | 20- oder 30-minütlich  | VRR            |                                  |
| Holzwickede Bahnhof | Airport Shuttle | 6 Minuten  | 2 bis 4-mal pro Stunde | Sondertarif    | Verbindung für Rail&Fly Kunden   |
| Unna Bahnhof        | C41             | 24 Minuten | Stündlich              | WestfalenTarif |                                  |

Außerdem fährt mit der Linie 440 ein Bus durch den Dortmunder Westen und Süden mit Anschluss in Aplerbeck zur Linie 490. Ab Oespel verkehrt er meistens im 10-Minuten-Takt, ab Lütgendortmund im 20-Minuten-Takt.
Wird ein Rail&Fly-Ticket gekauft, so handelt es sich um eine Verbindung nach Holzwickede Bahnhof in Kombination mit dem dort verkehrenden Airport-Shuttle. Der Preis des Shuttles ist bei Rail&Fly enthalten.
Der Airport Express fährt bei internationalen Messen auch die Westfalenhallen an. Für den Airport Shuttle und den Airport Express gilt die NRW Mobilitätsgarantie nicht.

## Kritik am Flughafen
Die neuen Erweiterungsabsichten sind politisch umstritten, sowohl bei den im Stadtrat vertretenen politischen Parteien als auch im gesellschaftlichen Umfeld (Anwohner, Flughafen- und Fluglärmgegner). Z. B. wird vom Verein Schutzgemeinschaft Fluglärm Dortmund – Kreis Unna seit Jahren auf die Entwicklung, insbesondere den entstehenden Fluglärm hingewiesen und die Notwendigkeit der ehemaligen und zukünftigen Ausbaumaßnahmen kritisch betrachtet. Der Verein sammelt eigene Fluglärmdaten und veröffentlicht diese.
Der Flughafen wird auch wegen seiner kurzen Landebahn beurteilt, welche die Landung gängiger Flugzeugtypen (z. B. Airbus A321 und A321neo) bei widrigen Wetterverhältnissen erschwert oder gar unmöglich macht. Diese Kritik verfolgt also im Vergleich zu den vorher genannten Themen komplett gegenteilige Ziele.
Am 2. Februar 2010 äußerte sich Reinholt Schulte, der Vorstandsvorsitzende der in Dortmund ansässigen Versicherungsgruppe Signal Iduna öffentlich kritisch zum Flughafen in den Lokalmedien Ruhr-Nachrichten und WAZ. Schulte würde den Flughafen sofort schließen. Er führte wirtschaftliche Gründe und mangelnde Attraktivität an. Auch kritisierte er die Quersubventionierung durch die Dortmunder Stadtwerke, ohne die Gas und Wasser billiger abgegeben werden könnten. Die Kosten-Nutzen-Rechnung würde nicht stimmen. „Unternehmen rechnen da anders. Die hätten schon längst die Bremse gezogen.“ Schulte räumte ein, dass er eine Minderheitenmeinung in der Spitze der IHK vertritt.
Kritisiert wird weiterhin, dass der Flughafen jedes Jahr in der Bilanz einen Verlust erwirtschaftet, der durch die Besitzer ausgeglichen werden müsse. Diese Verluste werden durch höhere Preise in anderen Bereichen der DSW21 (z. B. Wasser) oder durch Einsparungen in ihrem ÖPNV-Netz ausgeglichen. So wurde im Jahr 2016 ein Betriebsergebnis von Minus 1,87 Millionen Euro erzielt. Der Verlust inklusive der laufenden Abschreibungen und Zinsen für den Bau des Terminals sowie Kosten für die Flugsicherung lag bei 14,9 Millionen Euro.
Die Grünen in Dortmund haben angekündigt, bei einem positiven Bescheid zur Verlegung der Landeschwelle die Schutzgemeinschaft Fluglärm in Unna zu unterstützen. Diese wiederum will gegen eine Genehmigung der Verlegung gerichtlich vorgehen. Begründet wurde dies seitens der Grünen mit der dadurch weiter erhöhten Abhängigkeit von Wizz, der Klimadiskussion, dem steigenden Fluglärm, den sinkenden Fluggastzahlen durch Corona und der weiterhin negativen Jahresbilanz. Gefordert wurde, dass die Stadt sich stattdessen um eine zukunftssichere Nachnutzung des Flughafengeländes und der entsprechenden Arbeitsplätze kümmern solle, statt den Flughafen weiter auszubauen. Die OB-Kandidatin der Grünen Daniela Schneckenburger gab auf einer Podiumsdiskussion von Ver.di mit allen OB-Kandidaten für das Jahr 2020 im Mai 2020 zu verstehen, den Flughafen nur bei einer anhaltenden negativen Bilanz schließen zu wollen. Es wurde auch darauf hingewiesen, man wolle bei einer Schließung alle Arbeitsplätze erhalten. Die Pressemitteilung der Grünen sagt aus, dass dies über eine zukunftssichere neue Nutzung des Flughafengeländes geschehen soll. Wie diese neue Nutzung aussehen könnte soll der Rat der Stadt erarbeiten.
Klagen gegen den Flughafen
- 2014: Klage gegen die ab 23. Mai 2014 geltenden Betriebszeiten (erfolgreich, Ende 2015)
- 2018: Klage gegen die ab 23. August 2018 geltenden Betriebszeiten, eingereicht Ende 2018 (laufend, Stand 10. Juni 2020)

## Pläne für die Zukunft

### Verlegung der Landeschwellen
Die Landeschwellen sollen um 300 Meter versetzt werden (zuerst die östliche, später die westliche), um größeren bzw. neueren Flugzeugtypen die Landung in Dortmund zu ermöglichen. Insbesondere Wizz Air, der Hauptkunde des Flughafens, baut ihre Flotte vor allem mit A321neo aus. Dieser Flugzeugtyp kann zwar grundsätzlich in Dortmund landen und starten, allerdings nicht bei widrigen Bedingungen wie beispielsweise Nässe oder Glätte.
Der Flughafen selbst argumentiert für eine verlängerte Landestrecke vor allem mit Vorteilen für die Anwohner, wie z. B. dass neuere Flugzeuge (wie der A321neo) auch leisere Triebwerke besitzen. Kritiker sind der Meinung, dass das Argument der leiseren Triebwerke eine „Salamitaktik“ sei. Sie befürchten eine höhere Zahl an Maschinen und tiefere Landeanflüge, bedingt durch die Verlegung der Landeschwellen.
Am 29. Mai 2020 wurde der Antrag, die östliche Landeschwelle zu verlegen, bei der Bezirksregierung Münster eingereicht. Die beantragte Schwellenverlegung wird mit einer dadurch erhöhten Sicherheit bei der Landung neuerer Flugzeuge bei widrigen Wetterverhältnissen begründet.  Die Schutzgemeinschaft Fluglärm Unna hat angekündigt, nach der Entscheidung Einsicht in die Unterlagen zu fordern.
Die Schwelle 06 im Westen des Platzes kann aufgrund von Hindernissen im Anflugbereich nicht einfach verlegt werden.

### Ausbau der Start- und Landebahn
Im Jahr 2006 war langfristig eine Verlängerung um 800 Meter Richtung Westen vorgesehen. Aktuellere Planungen sehen vor, ab 2030 die Verlängerung der Start- und Landebahn um 300 Meter (150 Meter in jede Richtung) zu prüfen.

### ÖPNV
Es existieren mehrere Pläne zur besseren Anbindung des Flughafens an das Schienennetz. 2008 wurden mehrere Vorschläge überprüft, die alle ein negatives Ergebnis hervorbrachten. Mitte Juni 2019 brachten Wirtschaftsförderer im Ruhrgebiet erneut eine Anbindung über die Schiene ins Gespräch und gaben eine Machbarkeitsstudie für 250.000 € in Auftrag.

#### Erweiterung der Stammstrecke der U47
Um eine Verbindung der Stadtbahn mit dem Flughafen zu realisieren, sieht eine Planung vor, hinter der Haltestelle Hauptfriedhof in der Unterführung der B1 eine eingleisige Abzweigung zu bauen, nördlich der B1 wieder an die Oberfläche zu kommen und die Strecke entlang der B1 und der Straße „Wickeder Chaussee“ zum Flughafen zu führen. Der Bahnhof wäre unterirdisch. Die Strecke würde weiter zum Holzwickeder Bahnhof führen und dort enden. Aufgrund eines negativen Kosten-Nutzen-Quotienten wurde lediglich eine Trassensicherung verfolgt. Mehrkosten in Höhe von über 3 Millionen € wurden erwartet.
Im Jahr 2020 wurde diese Verlängerung im Rat der Stadt erneut besprochen. Die meisten Parteien lehnten dies aber ab, um sich auf andere Ausbaupläne zu konzentrieren.

#### H-Bahn Holzwickede Bahnhof
Eine weitere Idee war es, den Holzwickeder Bahnhof mit dem Flughafen über eine H-Bahn anzubinden. Da dieser Vorschlag zur damaligen Zeit ebenfalls einen zu geringen (aber positiven) Nutzen-Kosten Quotienten aufwies (0,36), wurde auch dieser Vorschlag nicht weiter verfolgt. Es wurden zusätzlich notwendige Ausgaben in Höhe von 80.000 € pro Jahr für diese Variante erwartet.

## Zwischenfälle
- Am 22. Januar 1982 geriet eine Cessna 404 der RFG – Regionalflug (Luftfahrzeugkennzeichen D-ICRH) bei einem Positionierungsflug während der Landung auf dem Flughafen Dortmund von der Landebahn ab, krachte in einen Hangar und fing Feuer. Die Maschine sollte von Düsseldorf nach Dortmund gebracht werden; der Höhenmesser war jedoch aufgrund eines Sehfehlers des Piloten falsch eingestellt. Der 58-jährige Pilot, einziger Insasse, kam dabei ums Leben. Mindestens vier weitere Flugzeuge im Hangar wurden zerstört oder beschädigt.[83][84]

- Am Abend des 20. November 1985 stürzte eine aus Wien (Österreich) kommende private Cessna 421C (Luftfahrzeugkennzeichen D-IFLY) bei schlechtem Wetter im Landeanflug rund 1 Kilometer vor der Landebahn bei einer Schule ab. Die vier Insassen der Maschine kamen dabei ums Leben.[85]

## Sonstiges

### Besonderheit

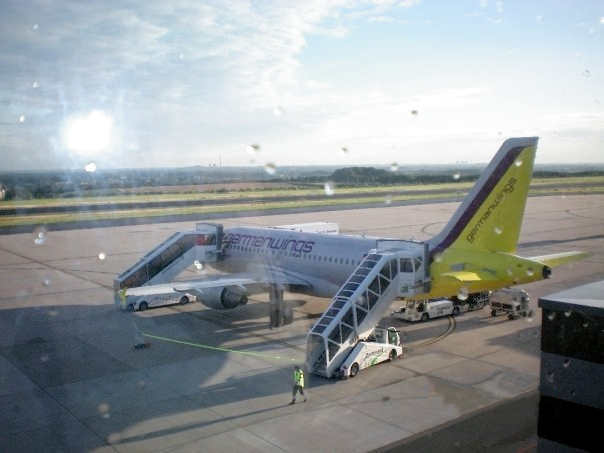
Rückwärts eingeparkter Airbus der Germanwings

Erreicht ein Luftfahrzeug ab einer gewissen Größe (zum Beispiel Airbus A319, Boeing 737) eine der Parkpositionen 5–12, wird dieses rückwärts in seine Parkposition geschoben. Dabei sind die Triebwerke abgestellt. Selbständig vorwärts einparkende Jets dieser Größe würden mit ihrem Leitwerk die Hindernisfreiflächen, in diesem Fall der seitlichen Übergangsfläche, durchstoßen. Das wiederum hätte eventuell eine Erhöhung der Hindernisfreigrenzen OCA/H (obstacle clearance altitude/height) zur Folge.

### Planespotting
Der Flughafen ist aufgrund mehrerer Beobachtungspunkte im Außenbereich, der allgemeinen Nähe zur Landebahn und der freien Sicht auf diese bei Planespottern sehr beliebt.

### LufthansaDortmund

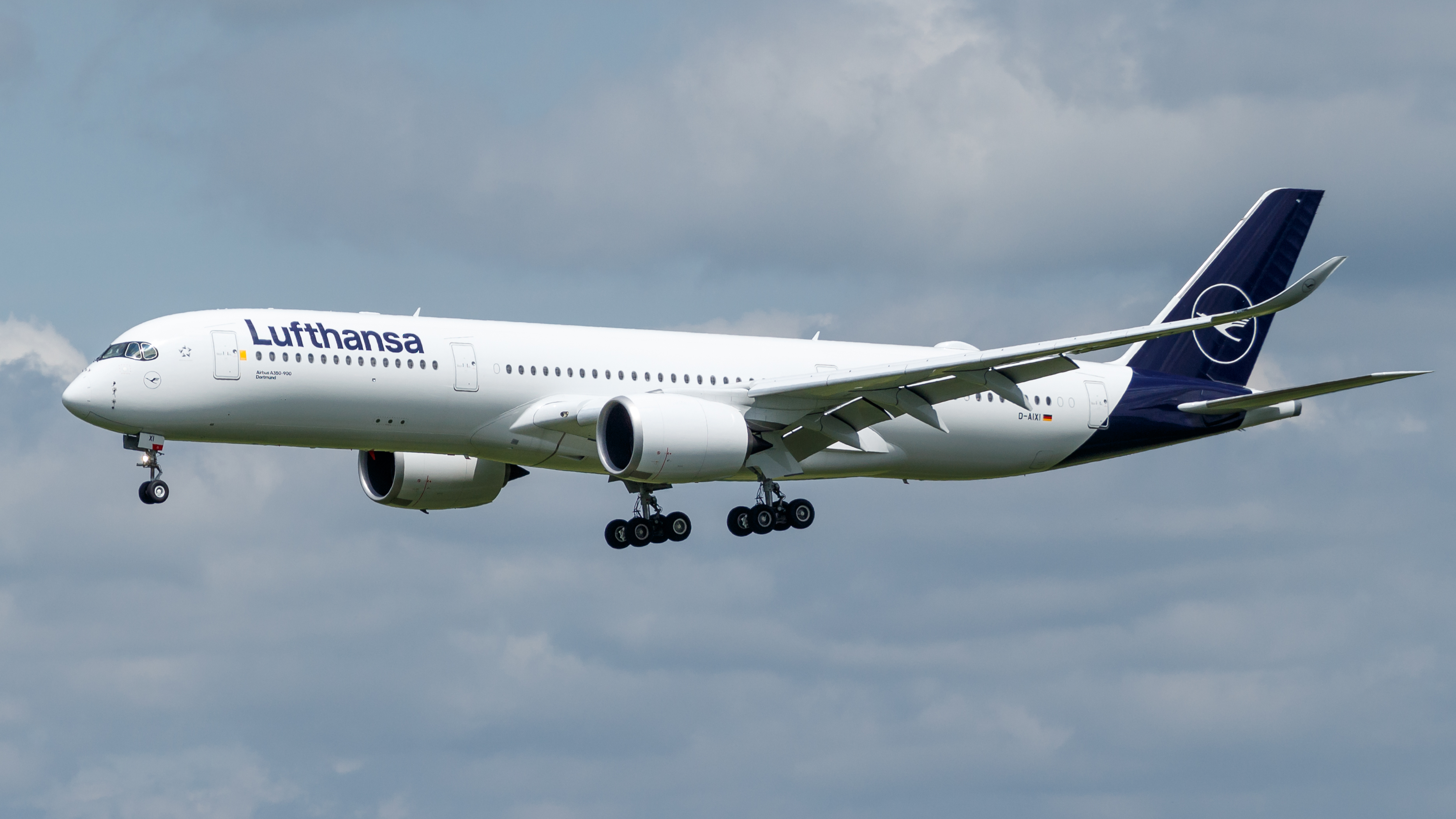
Lufthansa Airbus A350 Dortmund

Die Lufthansa benennt ihre Flugzeuge nach deutschen Bundesländern oder Städten und 'weiht' diese in einer Zeremonie am Flughafen. Da der A350-900 nicht in Dortmund landen konnte, wurde die Taufe am 29. Mai 2018 mit einem doppelten „Low Approach“ vollzogen, bei dem dieser zweimal in niedriger Höhe den Flughafen passierte.

## Film
Beiträge die komplett oder zum überwiegenden Teil den Flughafen Dortmund behandeln:
- WDR, 2016: Faszination Flughafen – Dortmund: Der Ruhrgebiets-Airport[87]

Beiträge die zu einem Teil den Flughafen Dortmund behandeln:
- ZDF, zoom, 2014: Deutschland im Flughafen-Wahn[88]
- WDR, 2018: Faszination Flughafen – Von Nordrhein-Westfalen in die Welt[89]
- WDR, Markt, 2019: Flughäfen in NRW: Von wo aus reist es sich am besten?[90]
- WDR, Markt, 2019: Flughäfen in NRW: Konkurrenzkampf[90]